# FC Utrecht
FC Utrecht is een Nederlandse betaaldvoetbalclub, die uitkomt in de Eredivisie. Thuisbasis van de club, die in 1970 werd opgericht uit een fusie tussen Elinkwijk, DOS en Velox, is het Stadion Galgenwaard. Anno 2025 bekleedt FC Utrecht de zesde plek op de eeuwige ranglijst van de Eredivisie. De club won driemaal de KNVB Beker, eenmaal de Johan Cruijff Schaal en werd groepswinnaar in de Zomer Cup/Intertoto Cup.
FC Utrecht was de eerste club buiten de traditionele 'top drie' (Ajax, PSV en Feyenoord) die de Johan Cruijff Schaal won (voorheen Supercup) en is net als diezelfde 'top drie' nog nooit uit de Eredivisie gedegradeerd. Dit laatste kan mede worden toegeschreven aan het feit dat FC Utrecht een van de jongere betaald voetbalorganisaties is. Maar ook een van de clubs waaruit FC Utrecht ontstond, DOS, speelde vanaf het begin van het betaalde voetbal tot 1970 onafgebroken in de Eredivisie, waardoor de stad Utrecht altijd een Eredivisieclub heeft gehad.

## Algemene informatie
FC Utrecht beschikt over een voetbalacademie. De jeugd speelt op het Sportcomplex Zoudenbalch, waar ook het eerste team zijn trainingen afwerkt. De jeugdopleiding van FC Utrecht behoort in het seizoen 2008/09 tot de zestien clubs in Nederland die beoordeeld zijn met vier sterren, hetgeen de hoogst haalbare beoordeling is. FC Utrecht heeft sinds 2000 ook een samenwerkingsverband met verschillende amateurvoetbalclubs uit de regio. Dit verband, officieel RAC Talentenontwikkeling Midden-Nederland geheten, heeft als doel een betere doorstroming van talenten uit de omgeving naar de jeugdopleiding van de club. Tot de 89 amateurclubs, gecategoriseerd op grootte in Categorie A, B en C, behoren onder andere USV Elinkwijk, SV Argon en SV Houten.
Op 30 september 2005, toen de club officieel 35 jaar bestond, opende FC Utrecht een museum op de vijfde etage van Stadion Galgenwaard. Het nieuwe museum geeft een kijkje in het verleden van de club.
Een bekend icoon uit de geschiedenis van FC Utrecht was de cabaretier en zanger Herman Berkien, groot FC Utrecht-supporter en de maker van een aantal FC Utrecht-gerelateerde liedjes, waarvan Utereg me cluppie wellicht het bekendste is.
Aan het eind van elk seizoen wordt de David di Tommaso-trofee uitgereikt aan de speler die dat seizoen volgens de supporters van de meeste waarde was; de winnaar wordt bepaald middels een internetpoll. De naam is een eerbetoon aan David di Tommaso, de verdediger die meteen in zijn eerste jaar al erg populair was en de prijs voor meest waardevolle speler in ontvangst nam, en die in november 2005 plotseling aan een hartstilstand overleed. Zijn rugnummer, 4, zou vanaf dat moment nooit meer gedragen worden bij FC Utrecht.
Op 22 juli 2021 werd bekendgemaakt dat de eerste selectie verhuist naar het nieuwe FC Utrecht Topsportcentrum in Overvecht. De komende 10 jaar is dit de nieuwe thuisbasis. Voor Jong FC Utrecht en de jeugdteams blijft Sportcomplex Zoudenbalch de thuisbasis.

## Geschiedenis

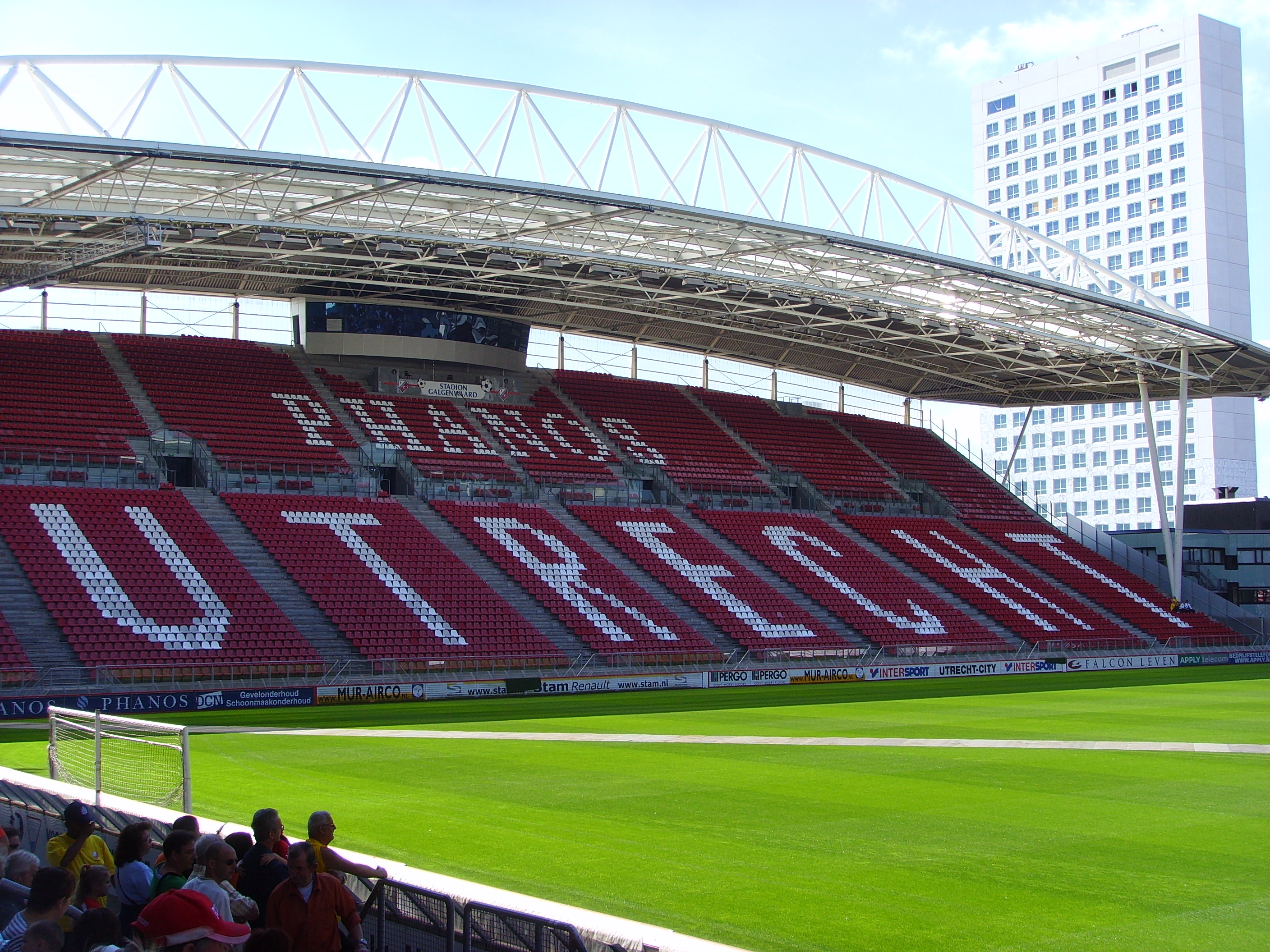
Het veld van stadion Galgenwaard

### Fusie
Eind jaren 60 initieerde de gemeente Utrecht fusiegesprekken met de betaald voetbal afdelingen van DOS, Elinkwijk en Velox met als doel betaald voetbal op hoog niveau in Utrecht te kunnen blijven garanderen.
DOS was de grootste van de drie clubs. De club was, met zogenaamd betonvoetbal, al drie jaar lang op het nippertje aan degradatie ontsnapt. Door mismanagement stond de club aan de rand van het faillissement. Een cynische opmerking uit die tijd was: "De club kan niks, zelfs niet degraderen." Door de fusie kon een faillissement voorkomen worden.
Bij Velox en Elinkwijk werden de fusieplannen minder positief ervaren. Velox was begin jaren 60 gepromoveerd naar de Eerste divisie en was enkele keren dicht bij promotie naar de Eredivisie geweest. In 1968 degradeerde de ploeg echter weer naar de Tweede divisie.
Elinkwijk was sportief succesvoller dan Velox. Het wisselde seizoenen in de kelder van de Eredivisie af met seizoenen in de top van de Eerste divisie. Daarnaast leefde bij Elinkwijk het sentiment, dat het van oorsprong geen Utrechtse club was, maar afkomstig was uit het tot 1954 zelfstandige Zuilen. De club had geen voorkeur voor de op handen zijnde fusie, maar bezweek uiteindelijk onder de druk van de gemeente. Elinkwijk probeerde bij de fusiebesprekingen wel een plaats in de hoogste klasse van het amateurvoetbal af te dwingen, maar werd in de tweede klasse geplaatst. Het daaropvolgende seizoen werd de club kampioen en promoveerde hierdoor alsnog naar de eerste klasse.
In de zomer van 1970 was de fusie een feit en werd FC Utrecht opgericht. Aangezien DOS zich in het seizoen daarvoor ternauwernood had weten te handhaven in de Eredivisie, kon de fusieclub dat seizoen direct uitkomen op het hoogste niveau. De thuisbasis van de fusieclub werd het Stadion Galgenwaard, dat daarvoor het stadion van DOS was, de grootste van de drie fusiedeelnemers.

### Eerste seizoen
De eerste trainer van de fusieclub werd Bert Jacobs, de toen 29-jarige trainer van Velox, die als assistent de 24-jarige Fritz Korbach naast zich kreeg, die afkomstig was van USV Elinkwijk. Hun opdracht was om van de drie kernen, met drie verschillende identiteiten, één club met één cultuur te smeden.
De selectie van FC Utrecht bestond in het eerste seizoen bijna volledig uit oud-spelers van DOS, Elinkwijk en Velox. Er werd slechts een speler van buiten aangetrokken. Verdediger Co Adriaanse kwam voor 125 duizend gulden over van De Volewijckers uit Amsterdam. De kern van de selectie bestond verder uit oud-DOS-spelers Cor Hildebrand, Ed van Stijn, Piet van Oudenallen, Tonnie Nieuwenhuys en John Steen Olsen, oud-Elinkwijkspelers Joop Leliveld, Jan Blaauw, Dick Teunissen en Jan Groenendijk, Leen van de Merkt en oud-Veloxspeler Marco Cabo.
De eerste wedstrijd was een uitduel tegen toenmalig Europacupwinnaar Feyenoord. Groenendijk scoorde het eerste doelpunt van FC Utrecht, maar ondanks de 0–1 verloor de ploeg uiteindelijk met 4–1. De club eindigde in zijn eerste seizoen op de negende plaats.

### Bijna-faillissement en wederopstanding
In de eerste tien jaar van zijn bestaan groeide FC Utrecht gestaag. Belangrijke spelers uit die periode waren Hans van Breukelen, Leo van Veen en Willem van Hanegem. Begin jaren 80 werd besloten tot een nieuwbouw van het stadion, dat Nieuw Galgenwaard genoemd werd.
In 1981 keerde het tij toen de FIOD een onderzoek instelde naar de club. Hieruit bleek een reeks van malversaties. Transfer- en salariskosten van verschillende spelers werden zwart gefinancierd. Tussen 1976 en 1980 had de club geen premies volksverzekeringen en loonbelasting over hand- en tekengeld betaald. Daarnaast was er gefraudeerd met de recettes. De club kon niet aan de gestelde naheffing voldoen en werd onder surseance van betaling gesteld. Een faillissement leek onontkoombaar. Hierop werden door spelers en supporters diverse acties georganiseerd. Middels een handtekeningenactie wist de club 66 duizend handtekeningen voor behoud van de club op te halen. De spelers gingen, onder leiding van Hans van Breukelen, langs de deuren met kwartetspellen van FC Utrecht en namen een single op getiteld We geven het niet op. De gemeente Utrecht besloot uiteindelijk gehoor te geven aan de sympathisanten en schoot de club het verschuldigde bedrag voor.
De eerste jaren van de jaren 80, onder trainer en oud-speler Han Berger, waren sportief bijzonder succesvol. Zo eindigde de ploeg in 1980 op de vijfde, in 1981 op de derde en in 1982 wederom op de vijfde plaats van de Eredivisie en behaalde de club in 1982 de bekerfinale, die werd verloren van AZ '67. Ook speelde de ploeg voor het eerst Europees voetbal. Dit was voor een groot deel te danken aan het grote aantal jeugdspelers dat in deze jaren doorbrak. Van de achttien selectiespelers die in 1982 de bekerfinale haalden kwamen er veertien uit de eigen jeugd, waaronder spelers als Hans van Breukelen, Gert Kruys, Willy Carbo en Ton de Kruijk. Veel selectiespelers uit deze succesjaren, Leo van Veen, Frans Adelaar, Willem van Hanegem, Ton du Chatinier en Jan Wouters, zouden later als hoofdtrainer terugkeren bij de club.
Hoewel de club sportief hoogtijdagen vierde, was de club financieel verre van gezond. Om het hoofd boven water te houden, moesten ieder seizoen de beste spelers worden verkocht. Zo vertrok Van Breukelen in 1982 naar Nottingham Forest FC, Carbo in 1983 naar Club Brugge en Robbie de Wit in 1984 naar Ajax. Dit had tot gevolg dat FC Utrecht halverwege de jaren 80 terugzakte van een subtopper naar een stabiele middenmoter in de Eredivisie.
Op 1 april 1985 publiceerde het Utrechts Nieuwsblad een artikel over een op handen zijnde overname van FC Utrecht. Een consortium van onder andere de Engels krantenmagnaat Robert Maxwell, Philips, KLM en Johan Cruijff, zouden plannen hebben om het bewind over FC Utrecht over te nemen. De supporters van de club waren fel gekant tegen deze overname, met name door de inmenging van Ajacied Cruijff. Uiteindelijk ketste de overname af.

### Nieuwe financiële problemen, zwakke jaren en succesvol begin nieuwe eeuw

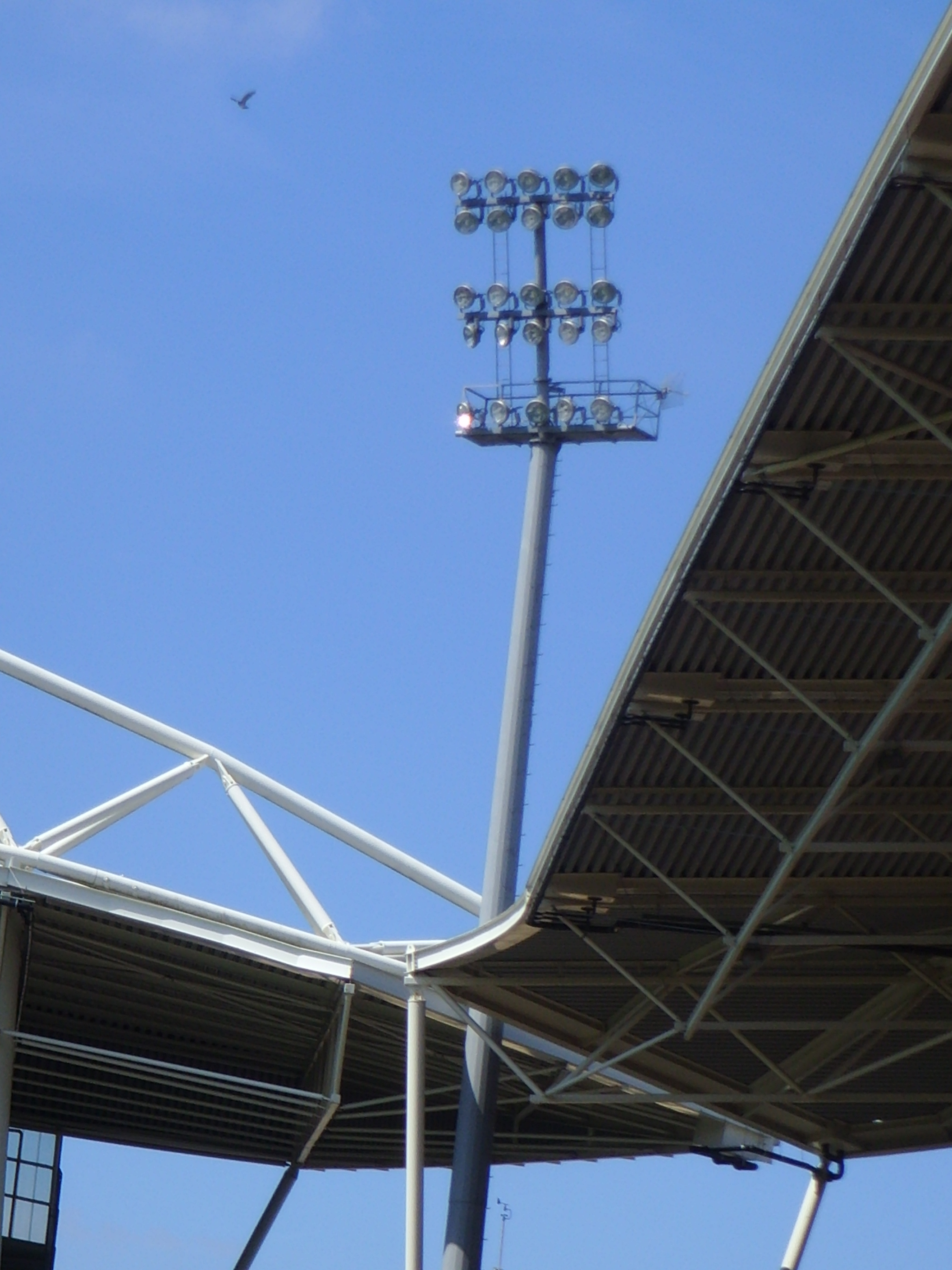
Detail van het nieuwe stadion

Na een aantal sportief zwakkere jaren, bereikte FC Utrecht in 1991 de vierde plaats van de eredivisie, met spelers als Johan de Kock, Jan Willem van Ede en Rob Alflen. Hierna ging het echter snel bergafwaarts met de club. Doordat het FC Utrecht niet meer lukte zich te plaatsen voor Europees voetbal werden er inkomsten misgelopen. Tussen 1989 en 1996 werden in zeven jaar tijd, zes trainers versleten en waren er evenveel directiewisselingen. Er ontstonden ruzies en geldproblemen, waardoor er wederom goede spelers verkocht moesten worden om de gaten in de begroting te dichten. Zo vertrok Rob Alflen in 1991 naar Ajax, Johan de Kock in 1994 naar Roda JC en Ferdi Vierklau in 1996 naar Vitesse.
In 1996 greep hoofdsponsor AMEV in. De club kreeg een financiële injectie in ruil voor bestuurlijke macht. De verzekeraar stelde Hans Herremans aan als voorzitter. In 1996 werden direct vele aankopen gedaan. Errol Refos, Rob Witschge en oud-Utrechter John van Loen kwamen over van Feyenoord, Reinier Robbemond van FC Dordrecht, Dick van Burik van NAC Breda en Michael Mols van FC Twente. Ronald Spelbos werd aangesteld als hoofdtrainer met Jan Wouters als assistent naast zich. In 1998 werd er begonnen aan een complete renovatie van het stadion, naar een ontwerp van Zwarts & Jansma Architecten.
Ondanks de kapitaalinjectie, bleven sportieve successen de eerste jaren uit en diverse trainers passeerden de revue. In 1993 werd de subtop nog bereikt, maar tot 2001 wist de club niet hoger dan de 10e plaats te komen. In 1994 en 1996 werd de club zelfs 15e. In 1996 won FC Utrecht maar zes keer, waaronder de belangrijke 1–2 bij FC Twente, waardoor de nacompetitie werd ontlopen. Pas in 2001 wist de ploeg, onder leiding van oud-speler Frans Adelaar weer Europees voetbal te behalen via een 5e plek. Utrecht pakte evenveel punten als RKC, Roda JC en Vitesse, maar behaalde op doelsaldo de vijfde plek. In 2002 verloor de ploeg nog de finale van de KNVB Beker, maar in 2003 en 2004 wist de ploeg, die onder leiding was gekomen van Foeke Booy, de beker te winnen. Belangrijke spelers in deze periode waren onder andere Dirk Kuijt, Tom van Mol, Jean-Paul de Jong, Pascal Bosschaart en Stijn Vreven. In 2004 werd ook nog eens de Johan Cruijff Schaal gepakt ten koste van Ajax (2–4).
Als gevolg van onder andere de economische crisis en het uitblijven van lucratieve transfers stond FC Utrecht in het voorjaar van 2003 echter wederom aan de rand van de afgrond. Er was geen geld meer om Midreth, het bedrijf dat verantwoordelijk was voor de bouw van het stadion, te betalen. Op dat moment was het stadion voor een groot deel af. Aangezien het materiaal voor de bouw al geleverd was, schoot het bouwbedrijf de kosten, zo'n vijfenhalf miljoen euro voor. Hierdoor werd de club echter wederom opgezadeld met een enorme schuld. Met een sanering en de verkoop van alle bezittingen, waaronder het stadion, aan onder andere de gemeente Utrecht en Midreth, werd een faillissement afgewend.
In de jaren hierna keert FC Utrecht terug naar de middenmoot van de Eredivisie. In november 2005 kreeg de club een zware klap te verwerken toen de populaire Franse verdediger David di Tommaso, die in 2004 was overgekomen van CS Sedan, overleed aan een acute hartstilstand.

### Overname

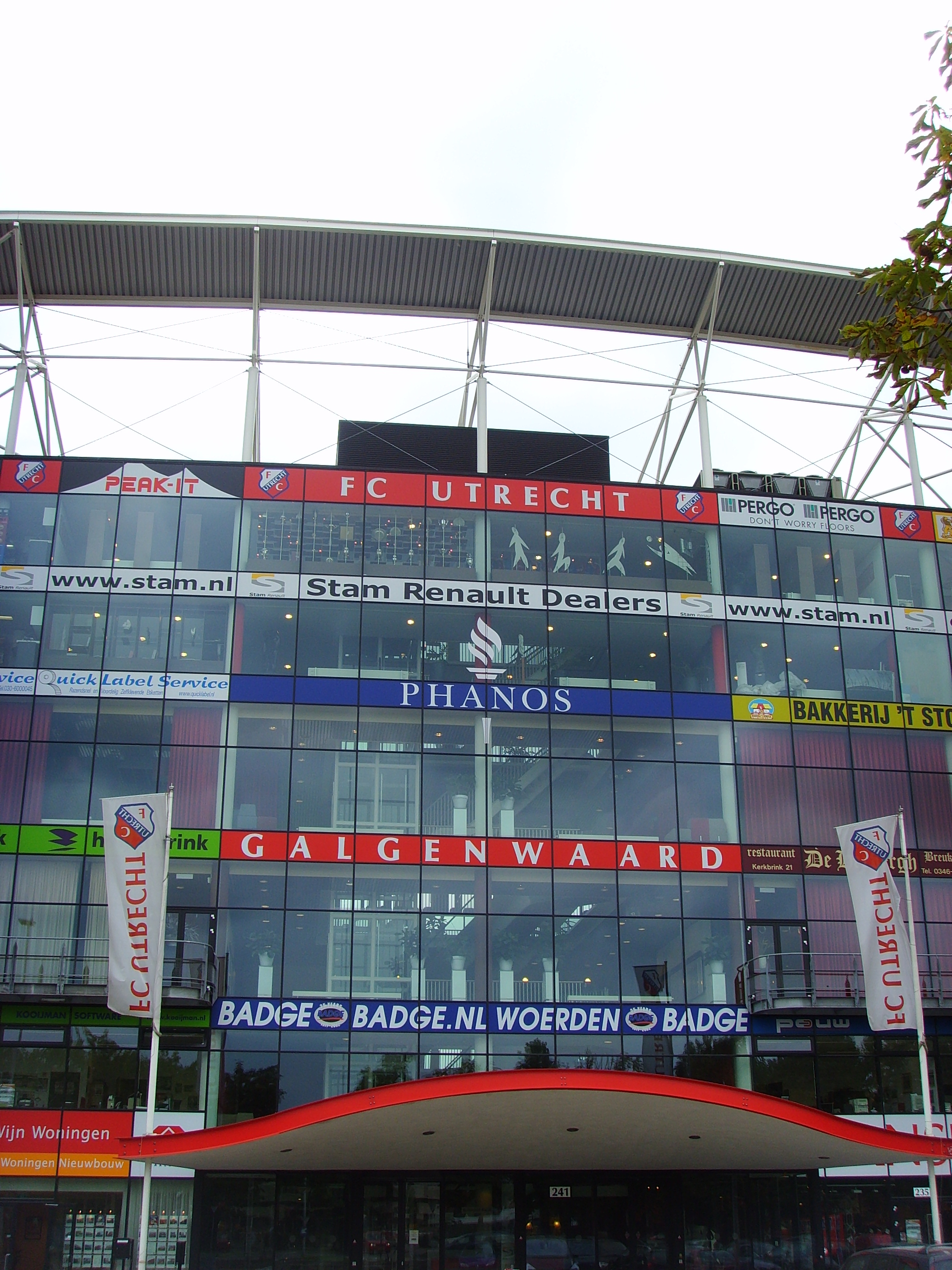
Voorzijde van Galgenwaard, met het logo van Phanos

Na het afgewende faillissement van 2003 lukte het FC Utrecht, ondanks deelname aan de UEFA Cup in 2003 en 2004, niet meer om uit de schulden te komen. In juli 2007 toonde Phanos voor het eerst interesse in overname van de club. Voor het symbolische bedrag van één euro, wilde het vastgoedbedrijf de club, inclusief alle schulden overnemen. Phanos was hierna voornemens het huidige stadion te slopen om het terrein vrij te maken voor woningbouw. Het bedrijf zou vervolgens een nieuw stadion bouwen nabij nieuwbouwwijk Leidsche Rijn. Tevens wilde Phanos de club door middel van financiële injecties structureel laten aansluiten bij de top van de eredivisie. Het plan stuitte op veel weerstand aangezien de Galgenwaard net ingrijpend was verbouwd en de fans bang waren dat de club haar ziel kwijtraakte.
Hierop volgend brak er een conflict uit tussen de voorzitter Jan Willem van Dop, die in 2005 als bestuurder van Feyenoord was overgekomen, en de Raad van Commissarissen. De Raad verweet Van Dop financieel wanbeleid, een gebrekkige communicatie en solistisch gedrag, onder andere bij het aantrekken van trainer Willem van Hanegem en spits Kevin Vandenbergh. Op 3 september 2007 werd Van Dop op non-actief gezet, maar drie dagen later via een kort geding weer in functie gezet. Direct hierop besloot de Raad van Commissarissen zelf hun functie ter beschikking te stellen.
Op 2 april 2008 maakte het bestuur van FC Utrecht via een persconferentie bekend dat de club in ondernemer Frans van Seumeren, oud-directeur van bergingsbedrijf Mammoet, een geschikte overnamekandidaat had gevonden. Van Seumeren verkreeg voor 16 miljoen euro 63% van de aandelen van de FC Utrecht BV. Hij beloofde hierbij zich voor een periode van zeker 10 jaar aan de club te verbinden en eventuele opbrengsten te herinvesteren in de club. Hij stelde als doel dat de club binnen een paar jaar weer aansluiting met de subtop moest vinden, vergelijkbaar met een club als sc Heerenveen. Van Seumeren nam plaats in de nieuwe Raad van Commissarissen, waar Jacques van Ek voorzitter van werd. Ondanks dat eerdere overname kandidaat Phanos het nakijken had bij de overeenkomst tussen FC Utrecht en Van Seumeren, bleef het bedrijf tot maart 2011 als shirtsponsor aan de club verbonden.

### Ommezwaai onder Van Seumeren
Van Seumeren bemoeide zich, in zijn functie als eigenaar van de club, actief met het sportieve beleid van de club. In de zomer van 2008 greep hij, tegen de wens van hoofdtrainer Willem van Hanegem, in in de technische staf door assistent-trainers John van Loen, David Nascimento, conditietrainer Rob Druppers en keeperstrainer Maarten Arts te vervangen. Eind 2008 ontsloeg hij Van Hanegem, nadat deze zich meermalen negatief had uitgelaten over Van Seumeren. In diens kielzog vertrok ook technisch directeur Piet Buter. Zij werden vervangen door het duo Ton du Chatinier en Foeke Booy, waarmee de club in rustiger vaarwater kwam.
In 2011 vertrok voorzitter Van Dop bij FC Utrecht. In hetzelfde jaar werd Wilco van Schaik aangesteld als algemeen directeur van de club. De functieverandering onderschreef de ombouw van FC Utrecht van een vereniging naar een vennootschap. In de zomer van 2011 werd Du Chatinier vervangen door Jan Wouters. In 2012 werd Booy, ondanks een succesvol verkoopbeleid, aan de kant gezet, wegens tegenvallende resultaten. In het seizoen 2012/13 beleefde FC Utrecht een van zijn beste seizoenen. Het werd vijfde van Nederland, won de play-offs en evenaarde het oude puntenrecord uit 1981 (63 punten). Het seizoen daarop bleek echter een fikse tegenvaller; Utrecht werd in de tweede voorronde van de Europa League uitgeschakeld door het Luxemburgse Differdange. FC Utrecht werd uiteindelijk 10e.
Toen Wouters in 2014, na drie jaar hoofdtrainer te zijn geweest, besloot zijn contract niet te verlengen, werd er qua technisch beleid een nieuwe weg ingeslagen. Co Adriaanse werd aangesteld als technisch adviseur, een functie die sinds het vertrek van Booy in 2012 vacant was. Adriaanse verkreeg een adviserende, maar geen bindende, stem in het spelersbeleid. Hij kreeg wel bevoegdheden in het samenstellen van de technische staf van de club. Rob Alflen, assistent onder Wouters, zou de trainingen gaan verzorgen. Het tweetal kreeg de opdracht mee om meer attractief voetbal te spelen. Daarnaast werd directeur Van Schaik voor onbepaalde tijd vastgelegd.
Alflen als hoofdtrainer bleek met een 11e plaats geen succes, en al snel werd duidelijk dat er in de zomer van 2015 een nieuwe hoofdtrainer moest worden gezocht. Dit werd Erik ten Hag, die hiervoor de beloften van FC Bayern München trainde. Als assistent werd clubicoon Jean-Paul de Jong aangesteld. Ook Adriaanse vertrok bij de club. Ten Hag werd tevens technisch manager. Het seizoen 2015/16 verliep zeer succesvol. FC Utrecht werd, net als in 2013, 5de van Nederland en bereikte de bekerfinale, die met 2–1 werd verloren van Feyenoord. FC Utrecht verloor de finale van de play-offs om een ticket voor Europees voetbal van Heracles Almelo. Het beloftenelftal van de club werd in het seizoen 2015/16 kampioen van de Beloften Eredivisie. Met de invoering van de nieuwe voetbalpiramide promoveerde Jong FC Utrecht hierdoor naar de Eerste divisie, waar het nog steeds uitkomt.
In het seizoen 2016/17 stelde FC Utrecht, twee speelronden voor het einde, de vierde plaats veilig. In de finale van de play-offs om Europees voetbal werd na een tweeluik uiteindelijk afgerekend met AZ (0–3, 3–0, 4–3 na strafschoppen). In het seizoen 2019/20 werd de bekerfinale bereikt, maar deze werd door de maatregelen omtrent de coronapandemie nooit gespeeld. Wegens diezelfde pandemie werden in het seizoen 2020/21 in de play-offs om Europees voetbal over één wedstrijd bepaald, waarbij met 2–0 werd verloren van Feyenoord.
In 2016 en 2020 bood Van Seumeren een gedeelte van zijn aandelenvermogen te koop aan. Na de wijzigingen in 2020 resulteerde dit in een nieuwe verdeling van een nog resterend vermogen van 58 procent voor Frans van Seumeren Holding B.V. en één procent voor de Stichting Continuïteit FC Utrecht. De resterende 41 procent kwam in handen van vijf aandeelhouders, die ieder afzonderlijk niet meer dan twintig procent bezitten.

## Buiten de Nederlandse competitie

### Europees voetbal
De eerste keer dat FC Utrecht internationaal zou spelen was in 1980, toen FC Argeş Piteşti de tegenstander was. De Roemeense club werd met 2-0 verslagen, maar het daaropvolgende Eintracht Frankfurt bleek een maatje te groot. FC Utrecht zou in de jaren 80 nog vaker op Europees niveau spelen, onder meer tegen clubs als Hamburger SV en Dynamo Kiev. HSV werd in 1981 met 0-1 verslagen, in 1985 Dynamo Kiev met 2-1. Hoewel beide resultaten niet genoeg waren om naar de volgende ronde te gaan, staan deze overwinningen te boek als grootse prestaties. Na de uitschakeling in de UEFA Cup door Real Madrid in 1991 duurde het tien jaar voordat FC Utrecht opnieuw Europees voetbal afdwong. Vanaf 2001 werd vier seizoenen op rij in Europa gespeeld, maar FC Utrecht wist zich nooit te plaatsen voor de derde ronde. Vooraf aan het seizoen 2007/08 speelde FC Utrecht in de Intertoto Cup tegen Hammarby IF, waar het eerste duel in Zweden een 0-0 gelijk werd. De return in Utrecht eindigde in 1-1, waardoor de club zich niet wist te plaatsen voor de tweede voorronde van de UEFA Cup. In 2010 plaatste het zich via de Play-offs voor de voorrondes van de Europa League, waarin KF Tirana werd verslagen. In de derde voorronde speelde FC Utrecht tegen FC Luzern, beide wedstrijden werden gewonnen. In de laatste voorronde trof FC Utrecht het "grote" Celtic FC. In Schotland verloren ze met 0-2, maar de return op 26 augustus werd met 4-0 gewonnen waardoor FC Utrecht zich wist te kwalificeren voor de groepsfase van het toernooi. De eerste twee wedstrijden, uit tegen SSC Napoli en thuis tegen Liverpool FC werden met 0-0 gelijk gespeeld. Uiteindelijk werd de volgende ronde niet gehaald, met vijf gelijke spelen en een nederlaag (uit bij Steaua Boekarest). In de zomer van 2013 was men minder gelukkig. Tegen de Luxemburgse nummer vier FC Differdange 03 werd FC Utrecht in de tweede voorronde van de Europa League uitgeschakeld. In 2017 wist FC Utrecht een zwarte bladzijde uit de geschiedenis voorgoed doen vergeten. Na een 0-0 gelijkspel tegen het Maltese Valletta FC, won het in Waalwijk met 3-1. Er werd uitgeweken naar Waalwijk, omdat het Vrouwen EK op dat moment bezig was. In de 3e voorronde lootte FC Utrecht het Poolse Lech Poznan. Het speelde in de thuiswedstrijd 0-0, maar wist in Poznan tot een 2-2 gelijkspel te komen en zo door te gaan op uitdoelpunten. In de play-offronde lootte het Russische Zenit Sint-Petersburg. Het wist thuis verrassend met 1-0 te winnen, maar verloor de return na verlenging met 2-0.

### Beker
FC Utrecht wist zich zes keer te plaatsen voor de finale van de KNVB Beker, waarin drie keer gewonnen werd. De eerste finale was in 1982, tegen AZ '67. Thuis werd met 1-0 gewonnen, maar in de return bleek AZ '67 de betere ploeg: 5-1. De volgende keer, in 1985, was het wel raak. Helmond Sport was een lastige tegenstander, maar John van Loen kopte de club naar de overwinning.
Het zou vervolgens tot 2002 duren voor FC Utrecht weer de finale zou bereiken. Het liep echter uit op een deceptie. Tegen het eind van de wedstrijd tegen Ajax, met een 2-1-voorsprong, schoot Wamberto vanuit buitenspelpositie binnen. In de verlenging bleek FC Utrecht gebroken. Het jaar daarop werd de beker wel gewonnen. In een volle Kuip werd Feyenoord met 4-1 verslagen. In 2004 werd dit succes herhaald: het werd 1-0 tegen FC Twente. In het seizoen 2010/11 werd de halve finale gehaald, in het seizoen van 2015/16 werd weer de finale gehaald. Daarin verloor het de finale van Feyenoord met 2-1. In 2020 stond FC Utrecht weer in de finale tegen Feyenoord, maar door de uitbraak van COVID-19 werd deze finale nooit gespeeld. Hierdoor liep FC Utrecht de kans mis om zich direct te plaatsen voor de UEFA Europa League.
| Seizoen | Tegenstander  | Uitslag | Plaats                       | Datum    | Toeschouwers |
| ------- | ------------- | ------- | ---------------------------- | -------- | ------------ |
| 1982    | AZ            | 1-0     | Veemarktterein, Utrecht      | 12 mei   | 10.000       |
| 1982    | AZ            | 1-5     | Alkmaarderhout, Alkmaar      | 18 mei   | 12.000       |
| 1985    | Helmond Sport | 1-0     | Stadion Galgenwaard, Utrecht | 6 juni   | 18.000       |
| 2002    | Ajax          | 2-3 nv  | De Kuip, Rotterdam           | 12 mei   | 37.122       |
| 2003    | Feyenoord     | 4-1     | De Kuip, Rotterdam           | 1 juni   | 45.000       |
| 2004    | FC Twente     | 1-0     | De Kuip, Rotterdam           | 23 mei   | 48.000       |
| 2016    | Feyenoord     | 1-2     | De Kuip, Rotterdam           | 24 april | 45.592       |
| 2020    | Feyenoord     |         | De Kuip, Rotterdam           | 19 april |              |

## Erelijst
| Competitie                 | Aantal    | Jaren                              |
| Nationaal                  | Nationaal | Nationaal                          |
| -------------------------- | --------- | ---------------------------------- |
| KNVB Beker                 | 3×        | 1985, 2003, 2004                   |
| Johan Cruijff Schaal       | 1×        | 2004                               |
| Play-offs Europees voetbal | 6×        | 1987, 2007, 2010, 2013, 2017, 2019 |
| Continentaal               |           |                                    |
| Zomer Cup/Intertoto Cup    | 1×        | 1978-I                             |
| Vriendschappelijk          |           |                                    |
| Maritiem Toernooi          | 2×        | 1986, 1987                         |
| Polar Cup                  | 1×        | 2007                               |
| Interwetten Cup            | 1×        | 2019                               |
| Memorial Marc Steenackers  | 1×        | 2021                               |

### Individueel
| Competitie                             | Aantal | Winnaar          | Periode       |
| -------------------------------------- | ------ | ---------------- | ------------- |
| Gouden Schoen                          | 2×     | Michael Mols     | 1998/99       |
| Gouden Schoen                          | 2×     | Dirk Kuijt       | 2002/03       |
| Zilveren Schoen                        | 3×     | Johan de Kock    | 1992/93       |
| Zilveren Schoen                        | 3×     | Michael Mols     | 1997/98       |
| Zilveren Schoen                        | 3×     | Dries Mertens    | 2010/11       |
| Rinus Michels Award                    | 1×     | Erik ten Hag     | 2016          |
| Willy van der Kuijlen-trofee           | 1×     | Tasos Douvikas   | 2022/23       |
| Beste Griekse speler in het buitenland | 1×     | Tasos Douvikas   | 2022/23       |
| Eredivisie Speler van de Maand         | 5×     | Zakaria Labyad   | November 2017 |
| Eredivisie Speler van de Maand         | 5×     | Adam Maher       | Oktober 2019  |
| Eredivisie Speler van de Maand         | 5×     | Taylor Booth     | November 2022 |
| Eredivisie Speler van de Maand         | 5×     | Sam Lammers      | April 2024    |
| Eredivisie Speler van de Maand         | 5×     | Miguel Rodríguez | April 2025    |
| Johan Cruijff Talent van de Maand      | 2×     | Oscar Fraulo     | Oktober 2024  |
| Johan Cruijff Talent van de Maand      | 2×     | Paxten Aaronson  | November 2024 |
| Periodekampioen KPN eDivisie           | 1×     | Max Koelemaij    | 2024/25 P1    |
| Utrechtse Sportcoach van het Jaar      | 1×     | Ron Jans         | 2024          |
| Utrechtse Sporttalent van het Jaar     | 1×     | Kyra Koopman     | 2024          |

## Clubcultuur

### Supporters

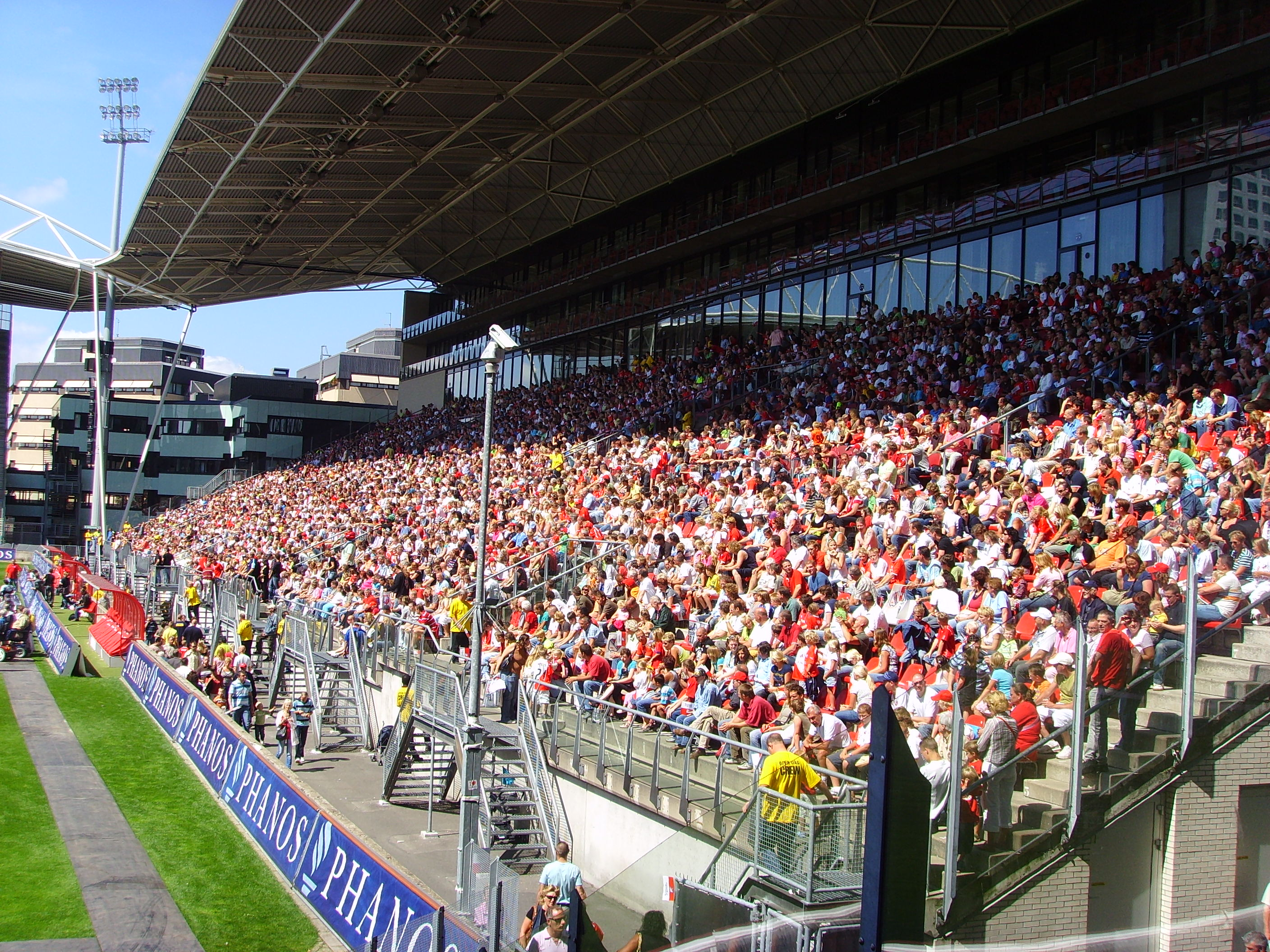
De aanhang tijdens de Open Dag 2007

FC Utrecht staat erom bekend een club van het volk te zijn, vergelijkbaar met Feyenoord. In het seizoen 2006/07 kwamen er gemiddeld 20.004 personen per wedstrijd naar het stadion, waarmee het toeschouwersaantal voor het vijfde jaar op rij is gegroeid. Het overgrote deel van de supporters is afkomstig uit de provincie Utrecht.

### Supportersverenigingen
De club wordt gesteund door meerdere supportersverenigingen, waarvan de grootste en bekendste de officiële SupportersVereniging FC Utrecht is. De vereniging, opgericht in 1981, coördineert de meeste supportersacties. Daarnaast geeft deze het clubblad Forza uit. Daarnaast is de harde kern georganiseerd in de Bunnikside en Stichting True Support behartigt de belangen van supporters die zich niet thuis voelen bij de andere twee groeperingen. De Vereniging Business Associates FC Utrecht vertegenwoordigt de sponsors en andere bedrijven die een band hebben met de club. De laatste grote vereniging zijn de Vrienden van FC Utrecht, een supportersclub die nog uit de DOS-tijd stamt en daarom vooral oudere leden kent. Sinds 1 augustus 2011 is er een nieuwe supportersvereniging bijgekomen onder de naam We Love Utreg (WLU).

### Bunnikside

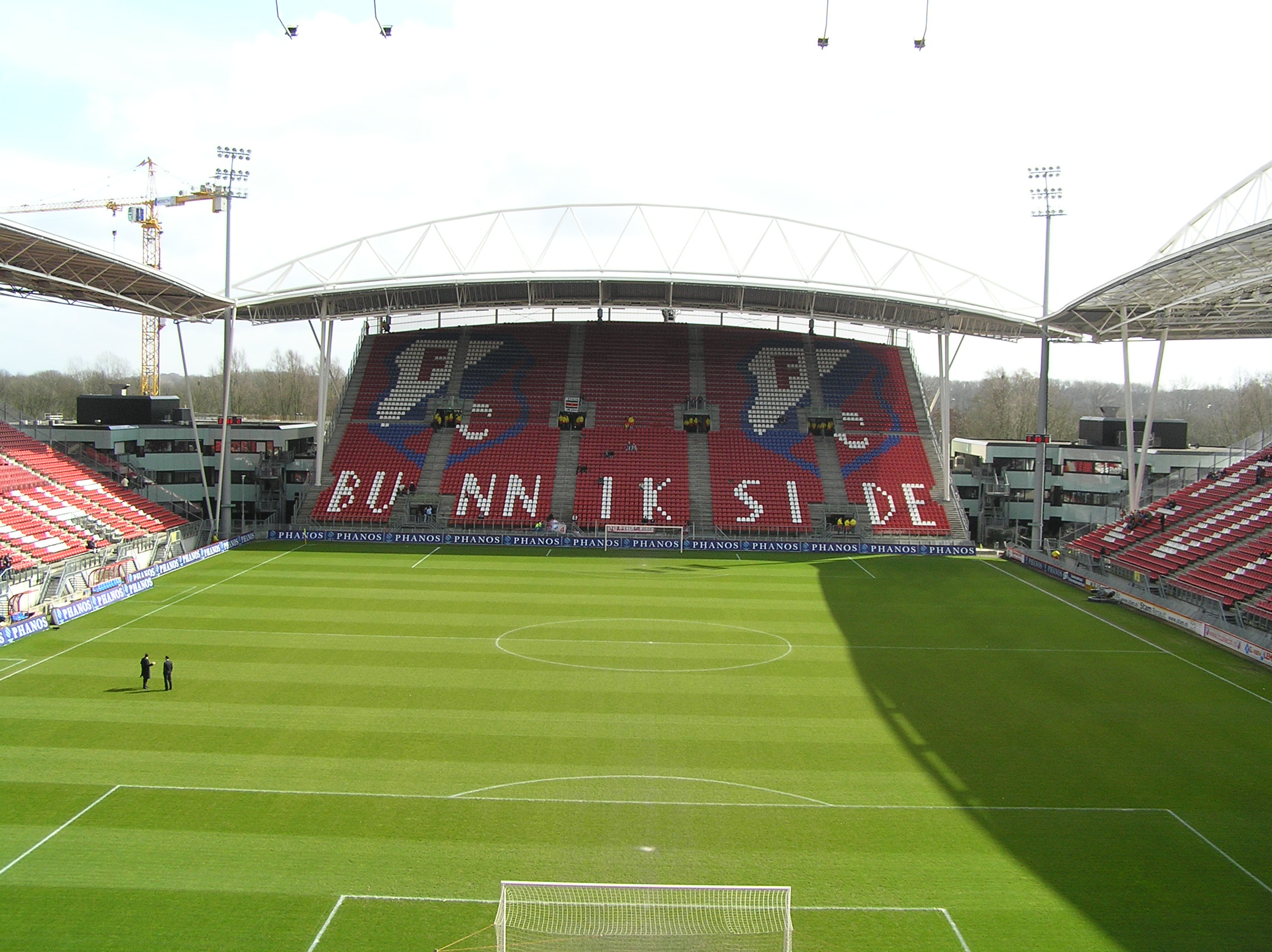
De beruchte Bunnikside

FC Utrecht staat bekend om zijn beruchte verleden op gebied van rellen en andere randverschijnselen. De Bunnikside, waar de fanatieke aanhang van de club zit, was in de jaren 70 en 80 de beruchtste 'side' die voor veel vernielingen zorgde. In uitwedstrijden tegen clubs als Ajax (F-Side), ADO Den Haag (Midden-Noord) en Feyenoord (Vak S) was de Bunnikside vaak aanwezig. Regelmatig resulteerde dit in rellen en gevechten. Ook is er meer dan eens een trein gesloopt. De Bunnikside was de eerste side in Nederland die opkwam met het hooliganisme begin jaren 70. Er werd met puur geweld doelbewust de confrontatie gezocht, en deze werd door andere agressieve sides regelmatig beantwoord. Doordat er weinig contact was tussen het bestuur en de fans, waren de problemen lastig op te lossen.
De agressie van de harde kern kan worden aangetoond met enkele cijfers. In de periode 1970-1980 was de club betrokken bij 58 incidenten in de eredivisie van het Nederlandse betaalde voetbal. FC Utrecht is koploper met 58 van de 402 incidenten, Feyenoord was betrokken bij 54 incidenten, Ajax bij 47 en ADO Den Haag bij 30. Van de 58 incidenten waar FC Utrecht bij betrokken was, vonden er 14 (9 veroorzaakt door eigen aanhang) plaats in de periode 1970-1975 en 44 (39 veroorzaakt door eigen aanhang) in de periode 1975-1980.
Vanaf de jaren 80 kwam hier verandering in. Gelijk met de opening van het Stadion Nieuw Galgenwaard – de Bunnikside had geholpen met de sloop van het vorige – werd de controle verscherpt en werden de straffen verhoogd. Ook werd er voor het eerst contact gelegd tussen de club en de aanhang, wat de oprichting van een gecoördineerde supportersvereniging tot gevolg had.
Ondanks deze verbeteringen staat de Bunnikside nog steeds bekend als een van de beruchtste supportersaanhangen van Nederland. In 2006 ontstonden nog relletjes tijdens de thuiswedstrijden tegen Ajax en ADO Den Haag, die beiden ook over een fanatieke aanhang beschikken. Ook liep een bezoek van een aantal supporters aan een wedstrijd van CS Sedan Ardennes tegen Paris Saint-Germain, dat vooraf sterk was afgeraden door voorzitter Jan Willem van Dop, uit op rellen. Zij waren daar oorspronkelijk om de overleden David di Tommaso, die bij CS Sedan had gespeeld, te herdenken.
In 2019 verscheen het boek 'De Rebellen van de Bunnikside', geschreven door Danny van der Linden, Mike Vermeulen en Remco Kraak. In het boek werden de verhalen van de harde kern voor het eerst op papier gepubliceerd. In 2020 verscheen het boek 'Utrecht hooligans, 50 jaar voetbalgeweld van treinen slopen tot bosgevechten', geschreven door Daniel M. van Doorn en Evert van der Zouw, over een halve eeuw hooliganisme vanuit Utrecht.

### Naam
De naam van de tribune, die zich zoals gebruikelijk achter een van de doelen bevindt, is afkomstig van een wedstrijd aan het begin van de jaren 70, toen enkele personen op de tribune vuurwerk op het veld gooiden. De stadionomroeper vroeg vervolgens "of de mensen op de Bunnikzijde willen stoppen met het vuurwerk". Hiermee werd gerefereerd aan het feit dat de plaats Bunnik – enkele kilometers – achter deze tribune lag. In de loop der jaren is de naam van Bunnikzijde in Bunnikside veranderd, onder invloed van onder andere de Engelse sides. Ook heeft de tribune een korte periode East Side geheten, omdat de burgemeester van Bunnik zijn beklag had gedaan bij de directie: zijn plaats zou zo een slechte naam krijgen. Al gauw werd echter de naam Bunnikside heringevoerd.

### Imago van de club
Uit een onderzoek uit 2007 van het bureau Sport+Markt voor de Eredivisie CV, waarin de imagowaarde van de eredivisieclubs werd bekeken, kwam naar voren dat FC Utrecht op de zevende plaats staat wat betreft aantrekkelijkheid: net onder FC Groningen en FC Twente, net boven De Graafschap en Sparta Rotterdam. Uit het onderzoek bleek dat ongeveer 3,3 miljoen Nederlanders een beeld van Utrecht hadden, en 40,23% daarvan, oftewel 1.320.000 personen, het als een attractieve club beschouwden. In totaal voelden 740.000 mensen zich "emotioneel betrokken" bij de club en waren 1.240.000 personen "gefascineerd" door de Domstadploeg. Opvallend is dat, ondanks de reputatie als volksclub, slechts 810.000 personen zich identificeerden met FC Utrecht, waarmee de club op een achtste positie kwam te staan. Dit was ook de uiteindelijke positie van de ploeg op de imagoranglijst.
Het onderzoek naar het imago van de eredivisieclubs maakte deel uit van het zogenaamde CPM-model (Club Positioning Matrix), dat door de Eredivisie CV gebruikt wordt als barometer voor het verdelen van de tv-gelden onder de clubs. Naast het imago spelen ook de marktwaarde, de doelgroep, het stadion, de omzet en de UEFA-ranglijst een rol in het bepalen van de score. Uiteindelijk bepalen de CPM-ranglijst en de sportieve prestaties per club hoe de tv-gelden worden verdeeld. FC Utrecht staat op deze lijst met 1636 punten op de zesde plaats, achter respectievelijk Ajax, PSV, Feyenoord, AZ en sc Heerenveen.

### Rivaliteit
Omdat er binnen de regio geen grote clubs zijn ontbreekt het FC Utrecht aan een echte klassieke rivaal. Voor FC Utrecht-supporters is Ajax echter de belangrijkste opponent, en wedstrijden tussen beide ploegen zijn altijd zeer beladen. Deze spanning wordt versterkt door het feit dat beide clubs over een zeer actieve harde kern beschikken, die regelmatig met elkaar in aanraking komen. In het verleden kwam het vaak voor dat uitsupporters van Ajax niet toegelaten werden.

### Logo

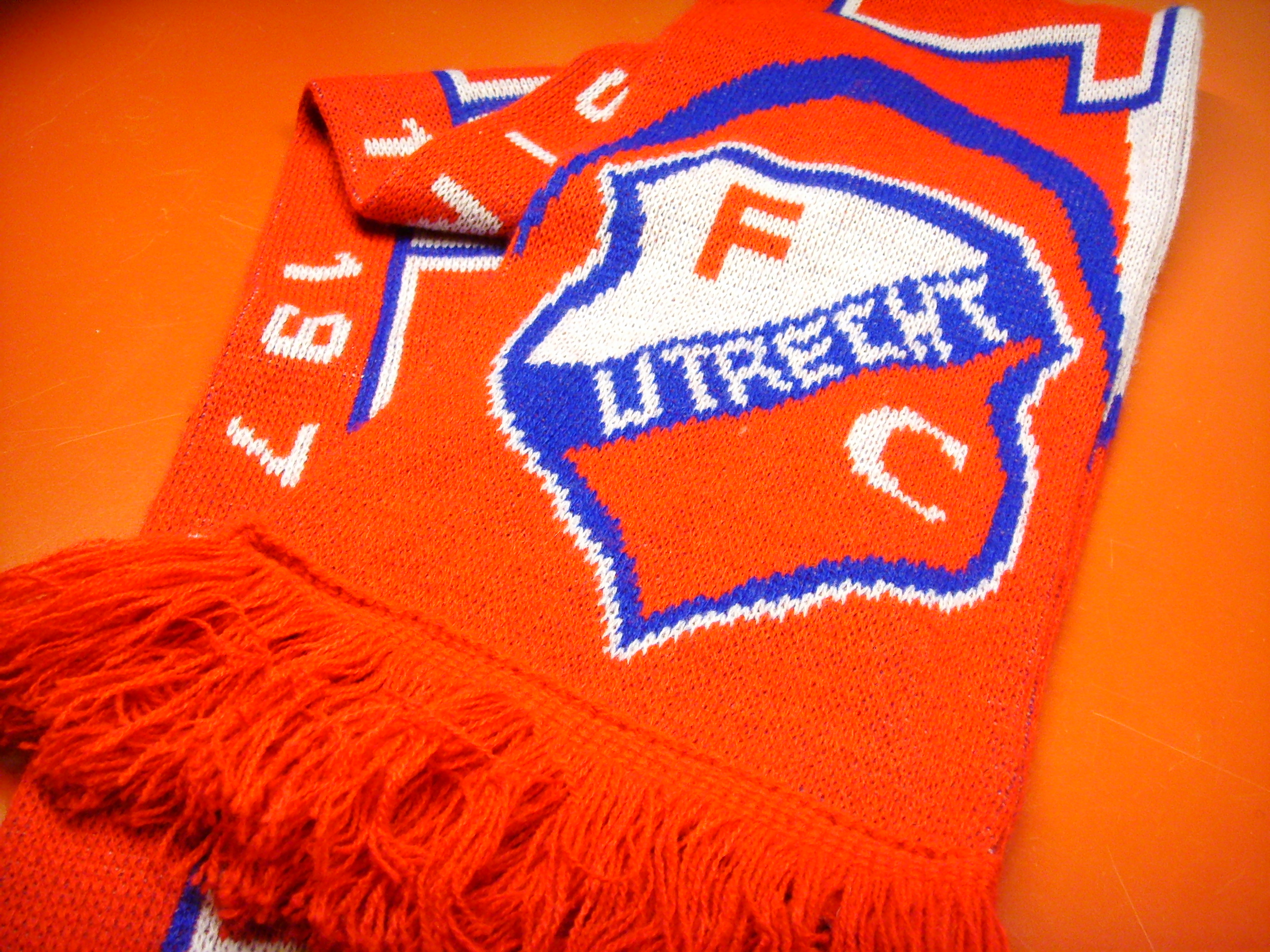
Logo van de club op een fansjaal

Bij de oprichting van FC Utrecht in 1970 werd gekozen voor het stadswapen van de stad Utrecht, bestaande uit twee diagonale rode en witte vlakken, als logo van de nieuwe club. Vanaf het tweede seizoen werd dit ook op het tenue gedrukt. Tekst was op dat moment nog afwezig. Deze werd later toegevoegd, samen met dikke zwarte lijnen rond de vlakken. In 1983 – na de invoering van shirtsponsoring in het betaald voetbal – werd het zwart vervangen door blauw, aangezien dat de huiskleur van hoofd- en shirtsponsor Nissan Motors was. Het zwart keerde terug in het jubileumlogo van seizoen 2020/21. Dit als referentie naar het begin van de club aangezien dit de club in dat seizoen vijftig jaar bestond. Ook in het opvolgende seizoen bleef de zwarte kleur in het logo behouden. ‘Back to origin, ready to write history’ waren de woorden achter deze beslissing. Bovendien was het een wens van de supporters.
Opmerkelijk is echter wel dat men een nogal opvallende fout heeft gemaakt. In het logo loopt de verdeling van wit/rood van rechtsboven schuin naar linksonder. Het wapen van de stad is echter andersom, van linksboven schuin naar rechtsonder. Toen men dit in 1983 ontdekte, is echter besloten om het zo te laten. Dit mede door de enorme kostenpost die deze correctie op allerlei vlakken met zich mee zou brengen. Men had tenslotte net een faillissement kunnen voorkomen begin jaren 80.

### Tenue
In de beginjaren van de club wisselde het tenue nog weleens. De basiskleuren waren altijd rood en wit, maar de samenstelling is meerdere keren veranderd. De eerste twee seizoenen werd met een wit shirt en een rode broek gespeeld, waarna dit werd omgedraaid. Ook heeft de club enkele jaren in een compleet rood tenue met enkele witte accenten gespeeld. Vanaf het eind van de jaren 70 is er echter altijd in een rood shirt met witte broek gespeeld, met uitzondering van de seizoenen 1986/87, 1987/88 en 1994/95, toen ook de broek rood was. In eerste instantie had het shirt enkel een witte baan over de schouders, maar met de intrede van een shirtsponsor werd er ook een horizontale witte baan midden over het shirt ingevoerd, met daarop in het zwart de naam van de sponsor. Met ingang van het seizoen 1988/89 werd deze echter ingewisseld voor een diagonale baan van linksonder naar rechtsboven.

Wapen van de stad Utrecht

Vanaf 1997 werd het shirt weer effen, afgezien van de baan over de schouders, die altijd behouden was gebleven. Wel werd er veel gebruikgemaakt van dunne witte lijnen, bijvoorbeeld tussen de borst en de mouwen. In het seizoen 2005/06 speelde de club met een brede witte baan over de linkerschouder. Halverwege het seizoen 2006/07 werd bekendgemaakt dat de club het daaropvolgende seizoen in een shirt dat diagonaal is verdeeld in een rode en een witte zijde zal spelen, waarmee het in lijn komt met het Utrechtse stadswapen. Na lang aandringen van de supporters is met ingang van het seizoen 2018/19 het diagonaal op de voorkant van het shirt teruggekeerd.

### Stadion

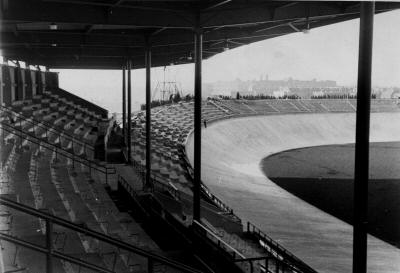
Het eerste Stadion Galgenwaard

FC Utrecht heeft sinds de oprichting in 1970 in hetzelfde stadion gespeeld: het Stadion Galgenwaard aan de Herculeslaan in Utrecht-Oost. Sinds de club er zijn intrek heeft genomen, zijn er twee grote renovaties doorgevoerd, in 1981 en 2001.
Het eerste stadion is gebouwd in het begin van de jaren 30. Ondanks bezwaren van het Ministerie van Oorlog, aangezien het bouwwerk binnen het schootsveld van de fortensingel lag, en het feit dat Europa midden in een economische crisis zat, was de bouw in 1936 voltooid. Op Hemelvaartsdag van dat jaar, 21 mei, werd het nieuwe bouwwerk feestelijk geopend met een aantal sportieve activiteiten, waaronder een vriendschappelijke wedstrijd tussen ADO en Sparta Rotterdam (3-2). Om het voetbalveld lag een wielerbaan, waar die avond motorwedstrijden plaatsvonden, en er werden tevens atletiek- en turnwedstrijden gehouden. De nieuwe sportaccommodatie, gebouwd door de Utrechtse Dienst Gemeentewerken, kende een totale capaciteit van circa 10.000 toeschouwers. Het was de thuisbasis van de voetbalclubs Hercules en DOS. Laatstgenoemde zou in 1970 fuseren met Elinkwijk, spelend aan de Amsterdamsestraatweg in de wijk Zuilen, en Velox, dat in 1967 al van de Koningsweg naar de Galgenwaard was verhuisd.
Het stadion, dat nu FC Utrecht als bespeler had, werd in 1981 voor het eerst volledig herbouwd. Voor het bouwbedrijf echter de kans kreeg met de sloop te beginnen was het de beurt aan de supporters. Op 20 april, na afloop van de wedstrijd tegen PSV, werd het stadion door de harde kern van de fans eigenhandig afgebroken. Het nieuwe stadion, Nieuw Galgenwaard genaamd, bestond uit vier losstaande tribunes. Mede dankzij de grachten om het veld was het in zijn tijd een van de modernste stadions ter wereld.

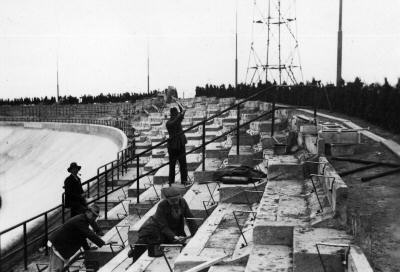
Het eerste Stadion Galgenwaard

In 1998 werden de eerste plannen gemaakt voor een complete renovatie van het stadion. De capaciteit van het oude was niet meer toereikend, waardoor de bezoekersstromen niet goed konden worden georganiseerd. Daarnaast was er geen enkele vorm van verbinding tussen de vier tribunes. Het ontwerp van het nieuwe stadion is afkomstig van Zwarts & Jansma Architecten, onder andere verantwoordelijk voor het DSB Stadion. De renovatie vond plaats in verschillende stappen: in 2001 werd er een compleet nieuw hoofdgebouw geconstrueerd onder de noordtribune, waarvan de stoelen en het dak werd vervangen. Twee jaar later was de zuidtribune aan de beurt, waar een enorme sporthal van vier verdiepingen achter werd geplaatst. Uiteindelijk waren de twee zijtribunes (Bunnikside en Cityside genoemd) aan de beurt. De capaciteit werd uitgebreid met 13.000 stoelen – er zijn geen staanplaatsen – zodat er nu 24.500 toeschouwers plaats kunnen nemen.

### Sponsors
In het eerste decennium van het bestaan van de club maakte FC Utrecht nog geen gebruik van shirtsponsoring. Vanaf het seizoen 1982/83 prijkt echter steevast de naam van de hoofdsponsor op het shirt. Daarnaast heeft het ook geregeld gebruik gemaakt van meerdere extra sponsors op de rug, mouw of broek.

| Periode    | Kledingsponsor   | Shirtsponsor       |
| ---------- | ---------------- | ------------------ |
| 1970-1971  | eigen vooziening | geen shirtsponsor  |
| 1971-1976  | Le Coq Sportif   | geen shirtsponsor  |
| 1976-1979  | Puma             | geen shirtsponsor  |
| 1979-1981  | Pony             | geen shirtsponsor  |
| 1981-1982  | Admiral          | geen shirtsponsor  |
| 1982-1983  | Admiral          | Nissan             |
| 1983-1989  | Puma             | Nissan             |
| 1989-1992  | Lotto            | Nissan             |
| 1992-1995  | Lotto            | AMEV               |
| 1995-2001  | Reebok           | AMEV               |
| 2001-2005  | Puma             | AMEV               |
| 2005-2009  | Puma             | Phanos             |
| 2009-2011  | Kappa            | Phanos             |
| 2011       | Kappa            | Bank of Scotland   |
| 2011-2012  | Kappa            | Simpel.nl          |
| 2012-2015  | Hummel           | HealthCity         |
| 2015-2019  | Hummel           | Zorg van de Zaak   |
| 2019-2020  | Nike             | Zorg van de Zaak   |
| 2020-2023  | Nike             | T-Mobile Nederland |
| 2023       | Castore          | T-Mobile Nederland |
| 2023-2024  | Castore          | Odido              |
| 2024-heden | Castore          | Conclusion         |

## FC Utrecht in de media
Sinds het begin van het seizoen 2007/08 heeft FC Utrecht een eigen televisiezender FC Utrecht.TV die via internet en door ESPN wordt uitgezonden. De zender is een samenwerking tussen FC Utrecht, RTV Utrecht en Sport2Media. FC Utrecht.TV laat uitgebreide samenvattingen zien van wedstrijden, samen met interviews met spelers, oud-spelers en items over de geschiedenis van de club. Verder maakt het voor- en nabeschouwingen op wedstrijden en worden items uitgezonden die de fans een kijkje achter de schermen geven bij de club. Fans komen zo nu en dan ook zelf aan het woord. FC Utrecht.TV is iedere woensdagavond vanaf 18.00 uur te zien op Fox Sports. Ook wordt het programma verderop in de week diverse malen herhaald en uitgezonden op RTV Utrecht en UStad. De items uit de uitzending zijn ook afzonderlijk te bekijken via de website en social media van FC Utrecht.
Een aantal media bericht op vaste basis over de club. Het televisieprogramma Namen en Rugnummers, dat wordt uitgezonden op de regionale zender Regio TV Utrecht, blikt wekelijks terug en vooruit op de wedstrijden van FC Utrecht. Daarnaast komen er interviews met spelers en andere personen binnen de club aan bod. Het programma, dat zich ook richt op regionale sportclubs, wordt gepresenteerd door René van den Berg, Bert Kous en vaste analist Gert Kruys. Laatstgenoemde speelde zelf van 1985 tot 1991 voor FC Utrecht.
Daarnaast wordt er in een groot aantal regionale bladen regelmatig aandacht besteed aan de club. Het bekendste voorbeeld daarvan is het Utrechts Nieuwsblad en de Amersfoortse Courant (sinds 2005 onderdeel van het Algemeen Dagblad). Zo heeft FC Utrecht een vaste pagina in het sportgedeelte van de krant, en heeft voormalig hoofdtrainer Willem van Hanegem een vaste wekelijkse column. Deze draait echter niet alleen om Utrecht. Van Hanegem was tevens gedurende lange tijd actief als analyticus bij het praatprogramma Voetbal Insite op RTL 5.
Ook Stadsblad Utrecht van Wegener bericht elke week over de afgelopen wedstrijd.

## FC Utrecht in de samenleving
FC Utrecht heeft de reputatie een echte volksclub te zijn. De club heeft binnen de regio – maar vooral binnen de gemeente – een belangrijke maatschappelijke positie, getuige het grote aantal sociale projecten waar het aan deelneemt. Voorbeelden van deze projecten, die voor een groot deel op jongeren zijn gericht, zijn Support It en Scoren voor Gezondheid. Eerstgenoemde draait om het uitdragen van normen en waarden binnen en buiten het voetbalveld, door bezoeken van spelers en trainers aan scholen en buurtcentra. Scoren voor Gezondheid is een nationaal project van de Eredivisie en het Ministerie van Volksgezondheid, Welzijn en Sport waarmee basisschoolleerlingen worden opgeroepen zich in te zetten voor een gezondere leefstijl. Aansluitend op Scoren voor Gezondheid is 2008 samen met minister voor Wonen, Wijken en Integratie Ella Vogelaar het project ‘Scoren in de wijk’ opgestart. Hierbij wordt sporten in de wijk gestimuleerd.
Daarnaast brengen geregeld spelers en staf een bezoek aan ziekenhuizen en revalidatiecentra in de omgeving, waaronder het Diakonessenhuis, het Wilhelmina Kinderziekenhuis en Revalidatiecentrum de Hoogstraat.
Veel maatschappelijke activiteiten van FC Utrecht worden door de stichting FC4YOU uitgevoerd.
FC Utrecht wil samen met de stichting daar waar nodig is, steun in de rug zijn voor jongeren die het maatschappelijk niet zo hebben getroffen of om andere redenen maatschappelijk niet sterk staan.
Zij hebben twee missies die concrete hulp en ondersteuning biedt aan ‘Utrecht doe je mee!’ en ‘Jong Utrecht Gezond’.
De 1ste missie is dat er projecten zijn die jongeren stimuleren gezonder te leven.
De 2de missie is gefocust om jongeren op een positieve manier te betrekken bij de maatschappij.
De uitgangspunten voor de projecten zijn; respect, zelfvertrouwen en doorzettingsvermogen.
Frans van Seumeren, voorzitter van de stichting FC4YOU en groot aandeelhouder van FC Utrecht, heeft het mogelijk gemaakt dat FC Utrecht zijn eigen luchtballon in gebruik heeft. Het doel van de ballon is om de stichting onder de aandacht te brengen wat moet resulteren in verbetering van de maatschappelijke activiteiten in Utrecht en omgeving.

## Organisatie
| Functie                 | Naam                    | Sinds                   |
| Raad van Commissarissen | Raad van Commissarissen | Raad van Commissarissen |
| ----------------------- | ----------------------- | ----------------------- |
| Voorzitter-Commissaris  | Steef Klop              | 2023                    |
| Commissarissen          | Frans van Seumeren      | 2008                    |
| Commissarissen          | Annemarie Kaemingk      | 2018                    |
| Commissarissen          | Marco Peek              | 2019                    |
| Commissarissen          | Kees Jansma             | 2021                    |
| Directie                |                         |                         |
| Algemeen directeur      | Thijs van Es            | 2018                    |
| Technisch directeur     | Jordy Zuidam            | 2017                    |
| Financieel directeur    | Edo Keuning             | 2020                    |
| Operationeel directeur  | Edo Keuning             | 2020                    |

Laatste update: 14 juli 2024

## Eerste elftal

### Selectie
| Nr.           | Naam                 | Sinds      | Contract    | Vorige club          |
| Doelmannen    | Doelmannen           | Doelmannen | Doelmannen  | Doelmannen           |
| ------------- | -------------------- | ---------- | ----------- | -------------------- |
| 1             | Vasilis Barkas       | 2023       | 2028 (+1)   | Celtic               |
| 25            | Michael Brouwer      | 2024       | 2026        | Heracles Almelo      |
| 33            | Kevin Gadellaa       | 2024       | 2027        | Jong FC Utrecht      |
| Verdedigers   |                      |            |             |                      |
| 2             | Siebe Horemans       | 2024       | 2027        | Excelsior            |
| 3             | Mike van der Hoorn   | 2022       | 2026        | Arminia Bielefeld    |
| 5             | Kolbeinn Finnsson    | 2024       | 2027 (+1)   | Lyngby BK            |
| 16            | Souffian El Karouani | 2023       | 2026        | N.E.C.               |
| 23            | Niklas Vesterlund    | 2024       | 2027 (+1)   | Tromsø IL            |
| 24            | Nick Viergever       | 2022       | 2026        | Greuther Fürth       |
| 40            | Matisse Didden       | 2024       | 2028        | Roda JC              |
| 44            | Mike Eerdhuijzen     | 2025       | 2029        | Sparta Rotterdam     |
| 55            | Derry John Murkin    | 2025       | 2029        | FC Schalke 04        |
| Middenvelders |                      |            |             |                      |
| 6             | Davy van den Berg    | 2025       | 2028        | PEC Zwolle           |
| 7             | Victor Jensen        | 2023       | 2026 (+1)   | Ajax                 |
| 8             | Can Bozdoğan         | 2023       | 2026 (+1)   | FC Schalke 04        |
| 14            | Zidane Iqbal         | 2023       | 2027        | Manchester United    |
| 20            | Dani de Wit          | 2025       | 2028        | VfL Bochum           |
| 21            | Gjivai Zechiël       | 2025       | 2026 (huur) | Feyenoord            |
| 27            | Alonzo Engwanda      | 2024       | 2028        | RSCA Futures         |
| 38            | Ivar Jenner          | 2025       | 2026        | Jong FC Utrecht      |
| 43            | Rafik El Arguioui    | 2025       | 2026        | Jong FC Utrecht      |
| Aanvallers    |                      |            |             |                      |
| 9             | David Min            | 2024       | 2028        | RKC Waalwijk         |
| 10            | Yoann Cathline       | 2024       | 2028        | FC Lorient           |
| 11            | Noah Ohio            | 2024       | 2027        | Standard Luik        |
| 15            | Adrian Blake         | 2024       | 2027        | Jong FC Utrecht      |
| 17            | Emirhan Demircan     | 2025       | 2028 (+1)   | FC Bayern München II |
| 19            | Jesse van de Haar    | 2025       | 2028        | Jong FC Utrecht      |
| 22            | Miguel Rodríguez     | 2024       | 2028        | Celta de Vigo        |
| 26            | Miliano Jonathans    | 2025       | 2028        | Vitesse              |
| 91            | Sébastien Haller     | 2025       | 2026        | Borussia Dortmund    |

Laatste update: 18 augustus 2025

### Verhuurd
| Naam                  | Club    | Verhuurd tot | Contract tot      |
| --------------------- | ------- | ------------ | ----------------- |
| Neville Ogidi Nwankwo | Telstar | 30 juni 2026 | 30 juni 2027 (+2) |

Laatste update: 4 juli 2025

### Technische staf
| Functie             | Naam            | Sinds | Contract | Vorige club    |
| ------------------- | --------------- | ----- | -------- | -------------- |
| Hoofdtrainer        | Ron Jans        | 2023  | 2026     | FC Twente      |
| Assistent-Trainer   | Rob Penders     | 2023  | 2026     | FC Eindhoven   |
| Assistent-Trainer   | Kevin van Veen  | 2025  |          | FC Utrecht O19 |
| Keeperstrainer      | Harald Wapenaar | 2022  | 2026     | Willem II      |
| Individueel trainer | Willem Janssen  | 2023  |          | VVV-Venlo      |
| Individueel trainer | Jacob Mulenga   | 2023  |          |                |

Laatste update: 2 juli 2025

### Staf
| Functie               | Naam                     | Sinds | Vorige club     |
| --------------------- | ------------------------ | ----- | --------------- |
| Club-/sportarts       | Prabath Lodewijks        | 2016  | KNVB            |
| Head of Medical       | René Dannenburg          | 2023  | Rangers FC      |
| Head of Physical      | Rainer van Gaal Appelhof | 2017  | VV Gemert       |
| Head of Sport Science | Yanni Egyptien           | 2025  | FCV Dender EH   |
| Sport fysiotherapeut  | Gino Zwirs               | 2024  | ADO Den Haag    |
| Video-analist         | Marlon van Dongen        | 2019  | KNVB            |
| Video-analist         | Thomas Looman            | 2025  | Jong FC Utrecht |
| Looptechniek trainer  | Rob Druppers             | 2023  |                 |
| Teammanager           | Roderick Weusthof        | 2023  |                 |
| Teammanager           | Marcel Mul               | 2013  |                 |
| Materiaalbeheerder    | Jorrit Andela            | 2017  |                 |

Laatste update: 6 augustus 2025

## Overige elftallen

### Vrouwen
FC Utrecht is een van de voetbalclubs die vanaf het seizoen 2007/08 begonnen met de eredivisie voor vrouwen. Het is een experiment, dat drie seizoenen duurt. Alle clubs zijn een samenwerkingsverband aangegaan met een van de vrouwenvoetbalclubs uit de hoofdklasse; voor Utrecht is dat het Zeistse SV Saestum. Deze club zal onder andere fungeren zoals de beloftenelftallen bij betaaldvoetbalorganistaties, waarbij spelers die buiten de boot vallen doordat ze geen basisplaats hebben of revalideren van een blessure wedstrijden voor de topclub uit Zeist kunnen spelen. De eerste oefenwedstrijd van het Utrechtse vrouwenteam, dat getraind wordt door Maria van Kortenhof, eindigde in een 4-0-overwinning op Wartburgia. Op 30 augustus 2007 werd de eerste competitiewedstrijd gespeeld. De aftrap werd verricht door toenmalig burgemeester van Utrecht Annie Brouwer-Korf. Begin maart 2011 maakte FC Utrecht bekend dat het niet doorgaat met de vrouwentak. Begin april werd een doorstart gemaakt, ditmaal vanuit de stichting Vrouwen Voetbal Utrecht. FC Utrecht zelf blijft wel nauw betrokken bij het team. Op 21 januari 2014 werd de Stichting Vrouwenvoetbal Utrecht (SVVU) door de rechtbank failliet verklaard en het vrouwenvoetbal van FC Utrecht werd op 31 januari door de KNVB geschrapt.

### Jeugd

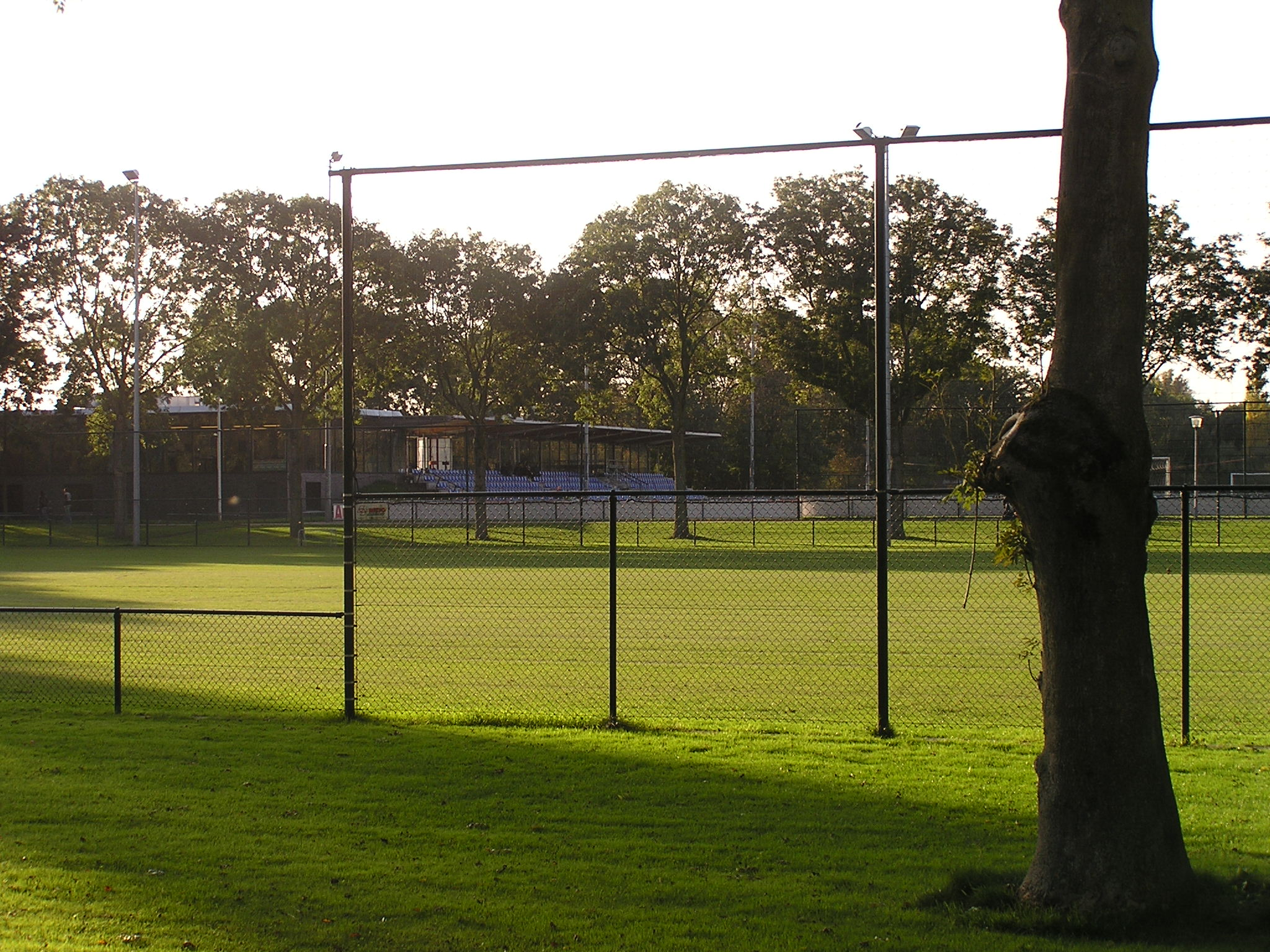
Sportcomplex Zoudenbalch

Naast het eerste elftal kent FC Utrecht ook een jeugdopleiding, die altijd een belangrijke rol heeft gespeeld bij de aanwinst van nieuwe spelers. Bekende exponenten zijn onder andere Rick Kruys, Mike van der Hoorn, Erik Pieters en Michel Vorm, maar ook Jan Wouters en Hans van Breukelen zijn afkomstig uit de jeugd.
De opleiding loopt van de Onder 11 tot de Onder 19, plus het Beloftenelftal van FC Utrecht, ook wel Jong FC Utrecht genoemd. Het team staat momenteel onder leiding van Ivar van Dinteren en speelt – zoals de rest van de jeugd – zijn wedstrijden doorgaans op Sportcomplex Zoudenbalch, hoewel er bij hoge uitzondering ook weleens in het stadion wordt gespeeld. Vanaf het seizoen 2016/17 komt Jong FC Utrecht in de Nederlandse Keuken Kampioen Divisie uit. In het seizoen 2015/16 werd het team namelijk kampioen van de Beloften Eredivisie.

## Overzichtslijsten

### Competitie

#### Competitieresultaten vanaf 1970/71
- 1971 9e
Eredivisie
- 1972 6e
Eredivisie
- 1973 8e
Eredivisie
- 1974 9e
Eredivisie
- 1975 15e
Eredivisie
- 1976 14e
Eredivisie
- 1977 6e
Eredivisie
- 1978 8e
Eredivisie
- 1979 13e
Eredivisie
- 1980 5e
Eredivisie
- 1981 3e
Eredivisie
- 1982 5e
Eredivisie
- 1983 10e
Eredivisie
- 1984 8e
Eredivisie
- 1985 10e
Eredivisie
- 1986 12e
Eredivisie
- 1987 6e
Eredivisie
- 1988 10e
Eredivisie
- 1989 13e
Eredivisie
- 1990 14e
Eredivisie
- 1991 4e
Eredivisie
- 1992 11e
Eredivisie
- 1993 8e
Eredivisie
- 1994 15e
Eredivisie
- 1995 12e
Eredivisie
- 1996 15e
Eredivisie
- 1997 12e
Eredivisie
- 1998 10e
Eredivisie
- 1999 12e
Eredivisie
- 2000 10e
Eredivisie
- 2001 5e
Eredivisie
- 2002 7e
Eredivisie
- 2003 7e
Eredivisie
- 2004 10e
Eredivisie
- 2005 11e
Eredivisie
- 2006 6e
Eredivisie
- 2007 9e
Eredivisie
- 2008 10e
Eredivisie
- 2009 9e
Eredivisie
- 2010 7e
Eredivisie
- 2011 9e
Eredivisie
- 2012 11e
Eredivisie
- 2013 5e
Eredivisie
- 2014 10e
Eredivisie
- 2015 11e
Eredivisie
- 2016 5e
Eredivisie
- 2017 4e
Eredivisie
- 2018 5e
Eredivisie
- 2019 6e
Eredivisie
- 2020 6e
Eredivisie
- 2021 6e
Eredivisie
- 2022 7e
Eredivisie
- 2023 7e
Eredivisie
- 2024 7e
Eredivisie
- 2025 4e
Eredivisie

In elke staaf van de grafiek staat van boven naar beneden vermeld: 
- Eindnotering

Dit is de positie die de club heeft bereikt in de competitie, zonder eventuele beslissings-, play-off- of nacompetitiewedstrijden die nodig zijn geweest om bijvoorbeeld de kampioen van de competitie te bepalen.
Indien een * achter het getal staat is de notering een tussenstand en kan het zijn dat de notering niet overeenkomt met de uiteindelijke eindstand van de competitie.
Staat er een - dan is het seizoen nog bezig en is er geen definitieve uitslag bekend.
Staat er xx op de positie van de notering, dan heeft de club vroegtijdig de competitie verlaten. Dit kan onder andere komen door terugtrekking van het team, faillissement van de club of door een uitgedeelde straf van de KNVB. In veel gevallen staat elders in het artikel de reden vermeld.
Staat er een ? dan is het resultaat uit het verleden onbekend, en is alleen de competitie of het niveau bekend van dat seizoen.
In de seizoenen 2019/20 en 2020/21 werd wegens de coronacrisis het amateurvoetbal afgebroken. Daardoor kennen deze staven geen eindklassering (middels -- weergegeven).
- Competitieniveau en afdelingsletter of Officiële eindstand Eredivisie
  - Competitieniveau en afdelingsletter

Hierbij geeft het getal het niveau weer, dat ook terug te vinden is in de legenda. De letter is de afdelingsaanduiding en wordt gebruikt wanneer er meer afdelingen zijn op hetzelfde niveau. De afdelingsletter is altijd een hoofdletter en wordt meestal zonder nummer gebruikt.
Voorbeeld: 2F is niveau 2e klasse competitie F.
Het competitieniveau en nummer wordt niet vermeld wanneer er slechts één competitie van dit niveau was.
  - Officiële eindstand Eredivisie (getal staat tussen haakjes vermeld)

Sinds de introductie van play-offwedstrijden voor Europees voetbal na afloop van de reguliere competitie in 2005/06, is de KNVB verplicht een eindstand van de Eredivisie door te geven aan de UEFA aan de hand van deze play-offwedstrijden.
Bij deze eindstand staan clubs die zich hebben gekwalificeerd voor Europees voetbal hoger dan clubs die zich niet wisten te kwalificeren. Indien er geen verschil was tussen de eindnotering en de officiële eindstand, staat dit getal niet vermeld.

- Onderafdeling

Hier staat afgekort de naam van de onderafdeling indien de club in dat jaar in een onderafdeling uitkwam. Tevens staat deze afkorting in de legenda en wordt gelinkt naar het artikel over deze onderafdeling. Deze afkorting wordt alleen vermeld wanneer de club in het verleden in verschillende onderafdelingen heeft gespeeld. Deze vermelding is in de staaf altijd in kleine letters. Deze onderafdelingen zijn na het seizoen 1995/96 afgeschaft. Heeft de club in slechts één onderafdeling gespeeld, dan is dit alleen terug te vinden in de legenda.
Onder de staaf staat het jaartal vermeld waarin het seizoen is afgesloten. 15 verwijst naar het seizoen 2014/15 of eventueel het seizoen 1914/15.
Wanneer een staaf leeg is, zijn deze gegevens niet bekend. Het kan ook zijn dat de club dat seizoen niet heeft meegespeeld op het hogere amateurniveau, vroegtijdig de competitie heeft verlaten of uit de competitie is gezet.

In het seizoen 1944/45 was er wegens de Tweede Wereldoorlog geen regulier competitievoetbal.
- Eredivisie

#### Seizoensoverzichten
| Resultaten van FC Utrecht sinds de toetreding in het betaald voetbal in 1970 | Resultaten van FC Utrecht sinds de toetreding in het betaald voetbal in 1970 | Resultaten van FC Utrecht sinds de toetreding in het betaald voetbal in 1970 | Resultaten van FC Utrecht sinds de toetreding in het betaald voetbal in 1970 | Resultaten van FC Utrecht sinds de toetreding in het betaald voetbal in 1970 | Resultaten van FC Utrecht sinds de toetreding in het betaald voetbal in 1970 | Resultaten van FC Utrecht sinds de toetreding in het betaald voetbal in 1970 | Resultaten van FC Utrecht sinds de toetreding in het betaald voetbal in 1970 | Resultaten van FC Utrecht sinds de toetreding in het betaald voetbal in 1970 | Resultaten van FC Utrecht sinds de toetreding in het betaald voetbal in 1970 | Resultaten van FC Utrecht sinds de toetreding in het betaald voetbal in 1970 | Resultaten van FC Utrecht sinds de toetreding in het betaald voetbal in 1970 | Resultaten van FC Utrecht sinds de toetreding in het betaald voetbal in 1970                          |
| Seizoen                                                                      | Competitie                                                                   | Competitie                                                                   | Competitie                                                                   | Competitie                                                                   | Competitie                                                                   | Competitie                                                                   | Competitie                                                                   | Competitie                                                                   | Competitie                                                                   | Kwalificatie                                                                 | KNVB Beker                                                                   | Bijzonderheid                                                                                         |
| Seizoen                                                                      | Divisie                                                                      | GW                                                                           | W                                                                            | G                                                                            | V                                                                            | PNT                                                                          | DV                                                                           | DT                                                                           | POS                                                                          | Kwalificatie                                                                 | KNVB Beker                                                                   | Bijzonderheid                                                                                         |
| ---------------------------------------------------------------------------- | ---------------------------------------------------------------------------- | ---------------------------------------------------------------------------- | ---------------------------------------------------------------------------- | ---------------------------------------------------------------------------- | ---------------------------------------------------------------------------- | ---------------------------------------------------------------------------- | ---------------------------------------------------------------------------- | ---------------------------------------------------------------------------- | ---------------------------------------------------------------------------- | ---------------------------------------------------------------------------- | ---------------------------------------------------------------------------- | --- |
| 1970/71                                                                      | Eredivisie                                                                   | 34                                                                           | 13                                                                           | 7                                                                            | 14                                                                           | 33                                                                           | 46                                                                           | 64                                                                           | 9e                                                                           |                                                                              | 2e ronde                                                                     | FC Utrecht treedt toe tot het betaald voetbal na een fusie van DOS, Elinkwijk en Velox.               |
| 1971/72                                                                      | Eredivisie                                                                   | 34                                                                           | 15                                                                           | 10                                                                           | 9                                                                            | 40                                                                           | 56                                                                           | 42                                                                           | 6e                                                                           |                                                                              | 1e ronde                                                                     | |
| 1972/73                                                                      | Eredivisie                                                                   | 34                                                                           | 12                                                                           | 8                                                                            | 14                                                                           | 32                                                                           | 42                                                                           | 55                                                                           | 8e                                                                           |                                                                              | 2e ronde                                                                     | |
| 1973/74                                                                      | Eredivisie                                                                   | 34                                                                           | 14                                                                           | 4                                                                            | 16                                                                           | 32                                                                           | 53                                                                           | 65                                                                           | 9e                                                                           |                                                                              | Halve finale                                                                 | |
| 1974/75                                                                      | Eredivisie                                                                   | 34                                                                           | 8                                                                            | 10                                                                           | 16                                                                           | 26                                                                           | 40                                                                           | 62                                                                           | 15e                                                                          |                                                                              | 3e ronde                                                                     | |
| 1975/76                                                                      | Eredivisie                                                                   | 34                                                                           | 9                                                                            | 9                                                                            | 16                                                                           | 27                                                                           | 36                                                                           | 57                                                                           | 14e                                                                          |                                                                              | 2e ronde                                                                     | |
| 1976/77                                                                      | Eredivisie                                                                   | 34                                                                           | 16                                                                           | 6                                                                            | 12                                                                           | 38                                                                           | 59                                                                           | 66                                                                           | 6e                                                                           | Zomer Cup                                                                    | 3e ronde                                                                     | |
| 1977/78                                                                      | Eredivisie                                                                   | 34                                                                           | 11                                                                           | 11                                                                           | 12                                                                           | 33                                                                           | 40                                                                           | 45                                                                           | 8e                                                                           |                                                                              | 3e ronde                                                                     | |
| 1978/79                                                                      | Eredivisie                                                                   | 34                                                                           | 10                                                                           | 10                                                                           | 14                                                                           | 30                                                                           | 43                                                                           | 55                                                                           | 13e                                                                          |                                                                              | 3e ronde                                                                     | |
| 199/80                                                                       | Eredivisie                                                                   | 34                                                                           | 14                                                                           | 11                                                                           | 9                                                                            | 39                                                                           | 39                                                                           | 35                                                                           | 5e                                                                           | UEFA Cup                                                                     | Achtste finale                                                               | |
| 1980/81                                                                      | Eredivisie                                                                   | 34                                                                           | 18                                                                           | 9                                                                            | 7                                                                            | 45                                                                           | 67                                                                           | 33                                                                           | 3e                                                                           | UEFA Cup                                                                     | 3e ronde                                                                     | |
| 1981/82                                                                      | Eredivisie                                                                   | 34                                                                           | 17                                                                           | 5                                                                            | 12                                                                           | 39                                                                           | 56                                                                           | 38                                                                           | 5e                                                                           | UEFA Cup                                                                     | Finalist                                                                     | |
| 1982/83                                                                      | Eredivisie                                                                   | 34                                                                           | 11                                                                           | 9                                                                            | 14                                                                           | 31                                                                           | 51                                                                           | 57                                                                           | 10e                                                                          |                                                                              | 2e ronde                                                                     | |
| 1983/84                                                                      | Eredivisie                                                                   | 34                                                                           | 14                                                                           | 8                                                                            | 12                                                                           | 36                                                                           | 64                                                                           | 74                                                                           | 8e                                                                           |                                                                              | 2e ronde                                                                     | |
| 1984/85                                                                      | Eredivisie                                                                   | 34                                                                           | 13                                                                           | 6                                                                            | 15                                                                           | 32                                                                           | 47                                                                           | 42                                                                           | 10e                                                                          | Europacup II                                                                 | Winnaar                                                                      | |
| 1985/86                                                                      | Eredivisie                                                                   | 34                                                                           | 11                                                                           | 10                                                                           | 13                                                                           | 32                                                                           | 47                                                                           | 42                                                                           | 12e                                                                          |                                                                              | 2e ronde                                                                     | |
| 1986/87                                                                      | Eredivisie                                                                   | 34                                                                           | 15                                                                           | 6                                                                            | 13                                                                           | 36                                                                           | 62                                                                           | 56                                                                           | 6e                                                                           | Play-offs voor Europees voetbal UEFA Cup                                     | 3e ronde                                                                     | |
| 1987/88                                                                      | Eredivisie                                                                   | 34                                                                           | 11                                                                           | 11                                                                           | 12                                                                           | 33                                                                           | 41                                                                           | 55                                                                           | 10e                                                                          |                                                                              | 1e ronde                                                                     | |
| 1988/89                                                                      | Eredivisie                                                                   | 34                                                                           | 11                                                                           | 7                                                                            | 16                                                                           | 29                                                                           | 49                                                                           | 57                                                                           | 13e                                                                          |                                                                              | 3e ronde                                                                     | |
| 1989/90                                                                      | Eredivisie                                                                   | 34                                                                           | 8                                                                            | 11                                                                           | 15                                                                           | 27                                                                           | 27                                                                           | 55                                                                           | 14e                                                                          |                                                                              | 2e ronde                                                                     | |
| 1990/91                                                                      | Eredivisie                                                                   | 34                                                                           | 16                                                                           | 10                                                                           | 8                                                                            | 42                                                                           | 42                                                                           | 29                                                                           | 4e                                                                           | UEFA Cup                                                                     | 3e ronde                                                                     | |
| 1991/92                                                                      | Eredivisie                                                                   | 34                                                                           | 9                                                                            | 15                                                                           | 10                                                                           | 33                                                                           | 37                                                                           | 39                                                                           | 11e                                                                          |                                                                              | Kwartfinale                                                                  | |
| 1992/93                                                                      | Eredivisie                                                                   | 34                                                                           | 12                                                                           | 11                                                                           | 11                                                                           | 35                                                                           | 44                                                                           | 40                                                                           | 8e                                                                           |                                                                              | 4e ronde                                                                     | |
| 1993/94                                                                      | Eredivisie                                                                   | 34                                                                           | 9                                                                            | 8                                                                            | 17                                                                           | 26                                                                           | 40                                                                           | 63                                                                           | 15e                                                                          |                                                                              | 3e ronde                                                                     | |
| 1994/95                                                                      | Eredivisie                                                                   | 34                                                                           | 8                                                                            | 11                                                                           | 15                                                                           | 27                                                                           | 43                                                                           | 60                                                                           | 12e                                                                          |                                                                              | Halve finale                                                                 | |
| 1995/96                                                                      | Eredivisie                                                                   | 34                                                                           | 6                                                                            | 10                                                                           | 18                                                                           | 28                                                                           | 27                                                                           | 59                                                                           | 15e                                                                          |                                                                              | 2e ronde                                                                     | |
| 1996/97                                                                      | Eredivisie                                                                   | 34                                                                           | 8                                                                            | 14                                                                           | 12                                                                           | 38                                                                           | 42                                                                           | 52                                                                           | 12e                                                                          |                                                                              | Groepsfase                                                                   | |
| 1997/98                                                                      | Eredivisie                                                                   | 34                                                                           | 13                                                                           | 4                                                                            | 17                                                                           | 43                                                                           | 56                                                                           | 64                                                                           | 10e                                                                          |                                                                              | Groepsfase                                                                   | |
| 1998/99                                                                      | Eredivisie                                                                   | 34                                                                           | 10                                                                           | 8                                                                            | 16                                                                           | 38                                                                           | 54                                                                           | 64                                                                           | 12e                                                                          |                                                                              | Achtste finale                                                               | |
| 1999/00                                                                      | Eredivisie                                                                   | 34                                                                           | 14                                                                           | 4                                                                            | 16                                                                           | 46                                                                           | 55                                                                           | 61                                                                           | 10e                                                                          |                                                                              | Kwartfinale                                                                  | |
| 2000/01                                                                      | Eredivisie                                                                   | 34                                                                           | 17                                                                           | 8                                                                            | 9                                                                            | 59                                                                           | 58                                                                           | 43                                                                           | 5e                                                                           | UEFA Cup                                                                     | Achtste finale                                                               | |
| 2001/02                                                                      | Eredivisie                                                                   | 34                                                                           | 14                                                                           | 9                                                                            | 11                                                                           | 51                                                                           | 60                                                                           | 51                                                                           | 7e                                                                           | UEFA Cup                                                                     | Finalist                                                                     | |
| 2002/03                                                                      | Eredivisie                                                                   | 34                                                                           | 12                                                                           | 11                                                                           | 11                                                                           | 47                                                                           | 49                                                                           | 49                                                                           | 8e                                                                           | UEFA Cup                                                                     | Winnaar                                                                      | |
| 2003/04                                                                      | Eredivisie                                                                   | 34                                                                           | 13                                                                           | 7                                                                            | 14                                                                           | 46                                                                           | 42                                                                           | 52                                                                           | 10e                                                                          | UEFA Cup                                                                     | Winnaar                                                                      | |
| 2004/05                                                                      | Eredivisie                                                                   | 34                                                                           | 12                                                                           | 8                                                                            | 14                                                                           | 44                                                                           | 40                                                                           | 43                                                                           | 11e                                                                          |                                                                              | Achtste finale                                                               | Winnaar Johan Cruijff Schaal                                                                          |
| 2005/06                                                                      | Eredivisie                                                                   | 34                                                                           | 16                                                                           | 7                                                                            | 11                                                                           | 55                                                                           | 48                                                                           | 44                                                                           | 6e                                                                           | Play-offs voor Europees voetbal                                              | 3e ronde                                                                     | Play-offwedstrijden tegen FC Twente (0–2 en 1–3)                                                      |
| 2006/07                                                                      | Eredivisie                                                                   | 34                                                                           | 13                                                                           | 9                                                                            | 12                                                                           | 48                                                                           | 41                                                                           | 44                                                                           | 9e                                                                           | Play-offs voor Europees voetbal UEFA Intertoto Cup                           | Kwartfinale                                                                  | Play-offwedstrijden tegen Roda JC (0–0 en 1–1) en FC Groningen (0–2 en 1–2)                           |
| 2007/08                                                                      | Eredivisie                                                                   | 34                                                                           | 13                                                                           | 7                                                                            | 14                                                                           | 46                                                                           | 59                                                                           | 55                                                                           | 10e                                                                          | Play-offs voor Europees voetbal                                              | 2e ronde                                                                     | Play-offwedstrijden tegen FC Groningen (2–2 en 1–3)                                                   |
| 2008/09                                                                      | Eredivisie                                                                   | 34                                                                           | 11                                                                           | 11                                                                           | 12                                                                           | 44                                                                           | 41                                                                           | 44                                                                           | 9e                                                                           | Play-offs voor Europees voetbal                                              | 2e ronde                                                                     | Play-offwedstrijden tegen FC Groningen (3–3 en 0–4)                                                   |
| 2009/10                                                                      | Eredivisie                                                                   | 34                                                                           | 14                                                                           | 11                                                                           | 9                                                                            | 53                                                                           | 39                                                                           | 33                                                                           | 7e                                                                           | Play-offs voor Europees voetbal UEFA Europa League                           | 2e ronde                                                                     | Play-offwedstrijden tegen FC Groningen (3–1 en 2–0) en Roda JC (2–0 en 4–1)                           |
| 2010/11                                                                      | Eredivisie                                                                   | 34                                                                           | 13                                                                           | 8                                                                            | 13                                                                           | 47                                                                           | 55                                                                           | 51                                                                           | 9e                                                                           |                                                                              | Halve finale                                                                 | |
| 2011/12                                                                      | Eredivisie                                                                   | 34                                                                           | 11                                                                           | 10                                                                           | 13                                                                           | 43                                                                           | 55                                                                           | 58                                                                           | 11e                                                                          |                                                                              | 2e ronde                                                                     | |
| 2012/13                                                                      | Eredivisie                                                                   | 34                                                                           | 19                                                                           | 6                                                                            | 9                                                                            | 63                                                                           | 55                                                                           | 41                                                                           | 5e                                                                           | Play-offs voor Europees voetbal UEFA Europa League                           | 2e ronde                                                                     | Play-offwedstrijden tegen sc Heerenveen (1–0 en 2–1) en FC Twente (2–0 en 1–2)                        |
| 2013/14                                                                      | Eredivisie                                                                   | 34                                                                           | 11                                                                           | 8                                                                            | 15                                                                           | 41                                                                           | 46                                                                           | 65                                                                           | 10e                                                                          |                                                                              | Kwartfinale                                                                  | |
| 2014/15                                                                      | Eredivisie                                                                   | 34                                                                           | 11                                                                           | 8                                                                            | 15                                                                           | 41                                                                           | 60                                                                           | 62                                                                           | 11e                                                                          |                                                                              | 2e ronde                                                                     | |
| 2015/16                                                                      | Eredivisie                                                                   | 34                                                                           | 15                                                                           | 8                                                                            | 11                                                                           | 53                                                                           | 57                                                                           | 48                                                                           | 5e                                                                           | Play-offs voor Europees voetbal                                              | Finalist                                                                     | Play-offwedstrijden tegen PEC Zwolle (0–0 en 5–2) en Heracles Almelo (1–1 en 0–2)                     |
| 2016/17                                                                      | Eredivisie                                                                   | 34                                                                           | 18                                                                           | 8                                                                            | 8                                                                            | 62                                                                           | 54                                                                           | 38                                                                           | 4e                                                                           | Play-offs voor Europees voetbal UEFA Europa League                           | Kwartfinale                                                                  | Play-offwedstrijden tegen sc Heerenveen (3–1 en 2–1) en AZ (0–3 en 3–0)                               |
| 2017/18                                                                      | Eredivisie                                                                   | 34                                                                           | 14                                                                           | 12                                                                           | 8                                                                            | 54                                                                           | 58                                                                           | 53                                                                           | 5e                                                                           | Play-offs voor Europees voetbal                                              | 2e ronde                                                                     | Play-offwedstrijden tegen sc Heerenveen (3–4 en 2–1) en Vitesse (2–3 en 1–2)                          |
| 2018/19                                                                      | Eredivisie                                                                   | 34                                                                           | 15                                                                           | 8                                                                            | 11                                                                           | 53                                                                           | 60                                                                           | 51                                                                           | 6e                                                                           | Play-offs voor Europees voetbal UEFA Europa League                           | Achtste finale                                                               | Play-offwedstrijden tegen Heracles Almelo (2–0 en 3–0) en Vitesse (1–1 en 2–0)                        |
| 2019/20                                                                      | Eredivisie                                                                   | 25                                                                           | 12                                                                           | 5                                                                            | 8                                                                            | 41                                                                           | 50                                                                           | 34                                                                           | 6e                                                                           |                                                                              | Finalist                                                                     | Door de coronacrisis is competitie niet afgemaakt. De tussenstand na 25 speelrondes werd de eindstand |
| 2020/21                                                                      | Eredivisie                                                                   | 34                                                                           | 13                                                                           | 14                                                                           | 7                                                                            | 53                                                                           | 52                                                                           | 41                                                                           | 6e                                                                           | Play-offs voor Europees voetbal                                              | 2e ronde                                                                     | Play-offwedstrijden tegen FC Groningen (1–0) en Feyenoord (0–2)                                       |
| 2021/22                                                                      | Eredivisie                                                                   | 34                                                                           | 12                                                                           | 11                                                                           | 11                                                                           | 47                                                                           | 51                                                                           | 46                                                                           | 7e                                                                           | Play-offs voor Europees voetbal                                              | 2e ronde                                                                     | Play-offwedstrijden tegen Vitesse (3–1 en 0–3)                                                        |
| 2022/23                                                                      | Eredivisie                                                                   | 34                                                                           | 15                                                                           | 9                                                                            | 10                                                                           | 54                                                                           | 55                                                                           | 50                                                                           | 7e                                                                           | Play-offs voor Europees voetbal                                              | Kwartfinale                                                                  | Play-offwedstrijden tegen Sparta Rotterdam (1–2 en 1–0)                                               |
| 2023/24                                                                      | Eredivisie                                                                   | 34                                                                           | 13                                                                           | 11                                                                           | 10                                                                           | 50                                                                           | 49                                                                           | 47                                                                           | 7e                                                                           | Play-offs voor Europees voetbal                                              | 2e ronde                                                                     | Play-offwedstrijden tegen Sparta Rotterdam (3–1) en Go Ahead Eagles (1–2)                             |
| 2024/25                                                                      | Eredivisie                                                                   | 34                                                                           | 18                                                                           | 10                                                                           | 6                                                                            | 64                                                                           | 62                                                                           | 45                                                                           | 4e                                                                           | UEFA Europa League                                                           | Kwartfinale                                                                  | |
| 2025/26                                                                      | Eredivisie                                                                   |                                                                              |                                                                              |                                                                              |                                                                              |                                                                              |                                                                              |                                                                              | e                                                                            |                                                                              |                                                                              | |

### In Europa
FC Utrecht speelt sinds 1970 in diverse Europese competities. Hieronder staan de competities en in welke seizoenen de club deelnam:
- Europa League (5x)

2010/11, 2013/14, 2017/18, 2019/20, 2025/26
- Europacup II (1x)

1985/86
- UEFA Cup (9x)

1980/81, 1981/82, 1982/83, 1987/88, 1991/92, 2001/02, 2002/03, 2003/04, 2004/05
- Intertoto Cup (3x)

1970, 1978 en 2007

#### UEFA Team Ranking vanaf 1970/1971
De standen komen van de site van Kassiesa.net
- 1970/71
UEFA Team Ranking
- 1971/72
UEFA Team Ranking
- 1972/73
UEFA Team Ranking
- 1973/74
UEFA Team Ranking
- 1974/75
UEFA Team Ranking
- 1975/76
UEFA Team Ranking
- 1976/77
UEFA Team Ranking
- 1977/78
UEFA Team Ranking
- 1978/79
UEFA Team Ranking
- 1979/80
UEFA Team Ranking
- 1980/81 145e
UEFA Team Ranking
- 1981/82 91e
UEFA Team Ranking
- 1982/83 89e
UEFA Team Ranking
- 1983/84 83e
UEFA Team Ranking
- 1984/85 85e
UEFA Team Ranking
- 1985/86 97e
UEFA Team Ranking
- 1986/87 151e
UEFA Team Ranking
- 1987/88 103e
UEFA Team Ranking
- 1988/89 105e
UEFA Team Ranking
- 1989/90 100e
UEFA Team Ranking
- 1990/91 147e
UEFA Team Ranking
- 1991/92 92e
UEFA Team Ranking
- 1992/93 129e
UEFA Team Ranking
- 1993/94 127e
UEFA Team Ranking
- 1994/95 133e
UEFA Team Ranking
- 1995/96 134e
UEFA Team Ranking
- 1996/97
UEFA Team Ranking
- 1997/98
UEFA Team Ranking
- 1998/99
UEFA Team Ranking
- 1999/00
UEFA Team Ranking
- 2000/01
UEFA Team Ranking
- 2001/02 122e
UEFA Team Ranking
- 2002/03 126e
UEFA Team Ranking
- 2003/04 104e
UEFA Team Ranking
- 2004/05 93e
UEFA Team Ranking
- 2005/06 97e
UEFA Team Ranking
- 2006/07 111e
UEFA Team Ranking
- 2007/08 111e
UEFA Team Ranking
- 2008/09 147e
UEFA Team Ranking
- 2009/10
UEFA Team Ranking
- 2010/11 126e
UEFA Team Ranking
- 2011/12 117e
UEFA Team Ranking
- 2012/13 123e
UEFA Team Ranking
- 2013/14 129e
UEFA Team Ranking
- 2014/15 132e
UEFA Team Ranking
- 2015/16 201e
UEFA Team Ranking
- 2016/17 207e
UEFA Team Ranking
- 2017/18 177e
UEFA Team Ranking
- 2018/19 163e
UEFA Team Ranking
- 2019/20 156e
UEFA Team Ranking
- 2020/21 144e
UEFA Team Ranking
- 2021/22 132e
UEFA Team Ranking
- 2022/23 123e
UEFA Team Ranking
- 2023/24
UEFA Team Ranking

In elke staaf van de grafiek staat van boven naar beneden vermeld: 
- Eindnotering

Dit is de positie die de club heeft bereikt in de competitie, zonder eventuele beslissings-, play-off- of nacompetitiewedstrijden die nodig zijn geweest om bijvoorbeeld de kampioen van de competitie te bepalen.
Indien een * achter het getal staat is de notering een tussenstand en kan het zijn dat de notering niet overeenkomt met de uiteindelijke eindstand van de competitie.
Staat er een - dan is het seizoen nog bezig en is er geen definitieve uitslag bekend.
Staat er xx op de positie van de notering, dan heeft de club vroegtijdig de competitie verlaten. Dit kan onder andere komen door terugtrekking van het team, faillissement van de club of door een uitgedeelde straf van de KNVB. In veel gevallen staat elders in het artikel de reden vermeld.
Staat er een ? dan is het resultaat uit het verleden onbekend, en is alleen de competitie of het niveau bekend van dat seizoen.
In de seizoenen 2019/20 en 2020/21 werd wegens de coronacrisis het amateurvoetbal afgebroken. Daardoor kennen deze staven geen eindklassering (middels -- weergegeven).
- Competitieniveau en afdelingsletter of Officiële eindstand Eredivisie
  - Competitieniveau en afdelingsletter

Hierbij geeft het getal het niveau weer, dat ook terug te vinden is in de legenda. De letter is de afdelingsaanduiding en wordt gebruikt wanneer er meer afdelingen zijn op hetzelfde niveau. De afdelingsletter is altijd een hoofdletter en wordt meestal zonder nummer gebruikt.
Voorbeeld: 2F is niveau 2e klasse competitie F.
Het competitieniveau en nummer wordt niet vermeld wanneer er slechts één competitie van dit niveau was.
  - Officiële eindstand Eredivisie (getal staat tussen haakjes vermeld)

Sinds de introductie van play-offwedstrijden voor Europees voetbal na afloop van de reguliere competitie in 2005/06, is de KNVB verplicht een eindstand van de Eredivisie door te geven aan de UEFA aan de hand van deze play-offwedstrijden.
Bij deze eindstand staan clubs die zich hebben gekwalificeerd voor Europees voetbal hoger dan clubs die zich niet wisten te kwalificeren. Indien er geen verschil was tussen de eindnotering en de officiële eindstand, staat dit getal niet vermeld.

- Onderafdeling

Hier staat afgekort de naam van de onderafdeling indien de club in dat jaar in een onderafdeling uitkwam. Tevens staat deze afkorting in de legenda en wordt gelinkt naar het artikel over deze onderafdeling. Deze afkorting wordt alleen vermeld wanneer de club in het verleden in verschillende onderafdelingen heeft gespeeld. Deze vermelding is in de staaf altijd in kleine letters. Deze onderafdelingen zijn na het seizoen 1995/96 afgeschaft. Heeft de club in slechts één onderafdeling gespeeld, dan is dit alleen terug te vinden in de legenda.
Onder de staaf staat het jaartal vermeld waarin het seizoen is afgesloten. 15 verwijst naar het seizoen 2014/15 of eventueel het seizoen 1914/15.
Wanneer een staaf leeg is, zijn deze gegevens niet bekend. Het kan ook zijn dat de club dat seizoen niet heeft meegespeeld op het hogere amateurniveau, vroegtijdig de competitie heeft verlaten of uit de competitie is gezet.

In het seizoen 1944/45 was er wegens de Tweede Wereldoorlog geen regulier competitievoetbal.
- UEFA Team Ranking

Geen staaf is geen ranking
Bijgewerkt op 8 juni 2025

### Records en statistieken

#### Recordhouders
Onderstaande spelers hebben de meeste wedstrijden voor FC Utrecht gespeeld:
- Jan Willem van Ede (1981-1996) 409 wedstrijden, 0 doelpunten*
- Jean-Paul de Jong (1993-2007) 370 wedstrijden, 11 doelpunten
- Leo van Veen (1970-1982) 390 wedstrijden, 146 doelpunten (exclusief 82 wedstrijden en 28 goals voor voorganger DOS)

*Van Ede stond tussen 1989 en 1995 17.201 minuten achter elkaar in de basis.

#### Internationals
Onderstaande spelers hebben tijdens hun loopbaan bij FC Utrecht één of meerdere wedstrijden gespeeld voor het Nederlands elftal.
- Willem van Hanegem: 1968–1979 (52 interlands; 1 bij FC Utrecht)
- Hans van Breukelen: 1980–1992 (73 interlands; 7 bij FC Utrecht)
- Jan Wouters: 1982–1994 (70 interlands; 4 bij FC Utrecht)
- John van Loen: 1985–1990 (7 interlands; 1 bij FC Utrecht)
- Johan de Kock: 1993–1997 (13 interlands; 1 bij FC Utrecht)
- Michael Mols: 1995–1999 (6 interlands; 5 bij FC Utrecht)
- Dave van den Bergh: 2004–2005 (2 interlands; 2 bij FC Utrecht)
- Michel Vorm: 2008–2011 (15 interlands; 7 bij FC Utrecht)
- Ricky van Wolfswinkel: 2010–2011 (2 interlands; 1 bij FC Utrecht)
- Kevin Strootman: 2010–2011 (25 interlands; 4 bij FC Utrecht)
- Jens Toornstra: 2013–2014 (2 interlands; 2 bij FC Utrecht)

### Topscorers
- 1970/71:  Jan Groenendijk (18)
- 1971/72:  Jan Groenendijk (14)
000000 :  Leo van Veen (14)
- 1972/73:  Leo van Veen (13)
- 1973/74:  Leo van Veen (24)
- 1974/75:  Leo van Veen (9)
000000 :  Joop van Maurik (9)
- 1975/76:  Leo van Veen (12)
- 1976/77:  Leo van Veen (17)
- 1977/78:  Leo van Veen (13)
- 1978/79:  Leo van Veen (11)
- 1979/80:  Leo van Veen (14)
- 1980/81:  Willy Carbo (12)
000000 :  Ton de Kruijk (12)
- 1981/82:  Willy Carbo (14)
- 1982/83:  Willy Carbo (16)
- 1983/84:  Jan van den Akker (9)
000000 :  Ben Rietveld (9)
- 1984/85:  Michel Beukers (9)
- 1985/86:  John van Loen (15)
- 1986/87:  Erik Willaarts (25)
- 1987/88:  John van Loen (13)
- 1988/89:  Marco Boogers (11)
- 1989/90:  Erik Willaarts (9)
- 1990/91:  Włodzimierz Smolarek (11)
- 1991/92:  Włodzimierz Smolarek (8)
- 1992/93:  Włodzimierz Smolarek (9)
- 1993/94:  Edwin de Kruyff (7)
- 1994/95:  Edwin Gorter (12)
- 1995/96:  Raymond Graanoogst (6)
000000 :  Hans Visser (6)
- 1996/97:  Michael Mols (13)
- 1997/98:  Michael Mols (16)
- 1998/99:  Michael Mols (20)
- 1999/00:  Didier Martel (8)
- 2000/01:  Igor Gluščević (19)
- 2001/02:  Igor Gluščević (14)
- 2002/03:  Dirk Kuijt (20)
- 2003/04:  Stefaan Tanghe (9)
- 2004/05:  Hans van de Haar (9)
- 2005/06:  Robin Nelisse (9)
- 2006/07:  Tom Caluwé (7)
- 2007/08:  Robin Nelisse (16)
- 2008/09:  Cedric van der Gun (10)
- 2009/10:  Jacob Mulenga (8)
- 2010/11:  Ricky van Wolfswinkel (15)
- 2011/12:  Frank Demouge (7)
0000000:  Édouard Duplan (7)
000000 :  Alexander Gerndt (7)
000000 :  Jacob Mulenga (7)
- 2012/13:  Jacob Mulenga (14)
- 2013/14:  Jens Toornstra (12)
- 2014/15:  Sébastien Haller (11)
- 2015/16:  Sébastien Haller (17)
- 2016/17:  Sébastien Haller (13)
- 2017/18:  Zakaria Labyad (12)
- 2018/19:  Simon Gustafson (8)
000000 :  Sander van de Streek (8)
000000 :  Gyrano Kerk (8)
- 2019/20:  Gyrano Kerk (10)
- 2020/21:  Sander van de Streek (11)
- 2021/22:  Anastasios Douvikas (9)
000000 :  Bart Ramselaar (9)
- 2022/23:  Anastasios Douvikas (19)
- 2023/24:  Sam Lammers (10)
- 2024/25:  Paxten Aaronson (8)

### Trainers
- 1970–1974:  Bert Jacobs
- 1974–1976:  Jan Rab
- 1976–1983:  Han Berger
- 1983–1984:  Barry Hughes
- 1984–1987:  Nol de Ruiter
- 1987–1989:  Han Berger
- 1989–1990:  Cees Loffeld
- 1990–1993:  Ab Fafié
- 1993–1993:  Henk Vonk
- 1993–1995:  Leo van Veen
- 0000–1995:  Simon Kistemaker
- 1995–1996:  Nol de Ruiter (a.i.)
- 1996–1997:  Ronald Spelbos
- 1997–1997:  Jan Wouters
- 0000–1997:  Nol de Ruiter (a.i.)
- 1998–2000:  Mark Wotte
- 2000–2002:  Frans Adelaar
- 2002–2007:  Foeke Booy
- 2007–2008:  Willem van Hanegem
- 2008–2011:  Ton du Chatinier
- 0000–2011:  Erwin Koeman
- 2011–2014:  Jan Wouters
- 2014–2015:  Rob Alflen
- 2015–2017:  Erik ten Hag
- 2017–2018:  Jean-Paul de Jong
- 2018–2019:  Dick Advocaat
- 2019–2020:  John van den Brom
- 2020–2022:  René Hake
- 0000–2022:  Rick Kruys (a.i.)
- 0000–2022:  Henk Fraser
- 2022–2023:  Michael Silberbauer
- 0000–2023:  Rob Penders (a.i.)
- 2023–0000:  Ron Jans

### Voorzitters
- 1970–1976  Theo Brouwer
- 1976–1981  Cees Werkhoven
- 1981–1984  Willem Kernkamp
- 1984–1993  Theo Aalbers
- 1993–1994  Ted Elsendoorn
- 1994–1995  Floor Mouthaan en Cies Bouwens
- 1995–1996  Jan van de Kant
- 1996–2000  Hans Herremans
- 2000–2002  Gerrit Bloemink
- 2002–2003  Erik Jan Visser
- 2003–2005  Martin Sturkenboom
- 2005–2007  Jan Willem van Dop
- 2007       Broos Schnetz
- 2007–2011  Jan Willem van Dop

### Algemeen directeur
- 2011–2017  Wilco van Schaik
- 2017–heden  Thijs van Es